# N.E.C. in het seizoen 2017/18
|               | Jupiler League | KNVB beker | Play- offs | Totaal |
| ------------- | -------------- | ---------- | ---------- | ------ |
| Wedstrijden   | 38             | 3          | 2          | 42     |
| Gewonnen      | 22             | 2          | 1          | 25     |
| Gelijk        | 8              | 0          | 0          | 8      |
| Verloren      | 8              | 1          | 1          | 10     |
| Thuis         | 19             | 1          | 1          | 21     |
| Uit           | 19             | 2          | 1          | 22     |
| Gele kaarten  | 52             | 3          | 5          | 60     |
| 2× gele kaart | 1              | 0          | 0          | 1      |
| Rode kaarten  | 1              | 1          | 0          | 2      |
| Doelsaldo     | +36            | +3         | -1         | +38    |
| voor          | 82             | 6          | 4          | 92     |
| tegen         | 46             | 3          | 5          | 54     |
| ‘De Nul’      | 10             | 1          | 0          | 11     |

N.E.C. komt in het seizoen 2017/18 uit in de Jupiler League, nadat het in het voorgaande seizoen degradeerde uit de Eredivisie. Daarnaast komt de ploeg uit in de KNVB Beker. In de play-offs om promotie/degradatie werd het over twee wedstrijden uitgeschakeld door FC Emmen.

## Seizoenssamenvatting

### Voorbereiding

#### Maart
- Op 12 maart werd bekend dat Mihai Roman en Sam Lundholm na hun verhuurperiode mochten uitkijken naar een andere club.
- Op 30 maart maakte N.E.C. bekend dat de contracten van Mikael Dyrestam en André Fomitschow niet verlengd zouden worden. Jeffrey Leiwakabessy stopte eveneens met voetballen en ging een trainersrol invullen bij N.E.C. Verder eindigden de huurperiodes van Taiwo Awoniyi, Lorenzo Burnet en Ali Messaoud. De aflopende contracten van Wojciech Golla, Mohamed Rayhi en Marco van Duin werden wel verlengd.

#### Mei
- Op 27 mei werd bekend dat Rob Alflen de nieuwe hoofdtrainer van N.E.C. zou worden. Op 31 mei werd die beslissing echter weer ingetrokken.
- Op 28 mei werd bekend dat technisch directeur Edwin de Kruijff N.E.C. met onmiddellijke ingang zou verlaten.
- Op 31 mei werd bekend dat algemeen directeur Bart van Ingen, voorzitter Ton van Gaalen en RvC-lid Peter Wisgerhof stopten met hun functie bij N.E.C.

#### Juni
- Op 6 juni werd bekend dat Julian von Haacke de overstap maakte naar Bundesliga-degradant SV Darmstadt.
- Op 8 juni werd bekend dat Fabian Gmeiner de overstap maakte naar Bundesliga-club Hamburger SV.
- Op 9 juni tekenden Mex Bakker, Bart Spierings, Jorn Hiensch, Samed Oztoprak en Rick Wouters hun eerste profcontract bij N.E.C.
- Op 12 juni maakte N.E.C. bekend dat het Remco Oversier had aangetrokken als nieuwe technisch directeur.
- Op 27 juni werd bekend dat Patrick Pothuizen de nieuwe assistent-trainer van N.E.C. zou worden. Jeffrey Leiwakabessy werd de assistent van Jong NEC.
- Op 28 juni werd bekend dat Anass Achahbar de eerste versterking zou worden voor het komende seizoen. Hij werd gehuurd voor één jaar van PEC Zwolle met een optie tot koop.
- Op 30 juni werd bekend dat Ouwehands Dierenpark een contract voor een jaar aanging als nieuwe hoofdsponsor, tekende assistent-trainer Adrie Bogers een contract voor twee jaar en tekende verdediger Guus Joppen een tweejarig contract bij NEC.

#### Juli
- Op 3 juli tekende middenvelder Kevin Jansen een contract voor twee jaar.
- Op 5 juli verloor N.E.C. de eerste oefenwedstrijd van het seizoen met 0–1 van de NEC Amateurs. Younes Corty scoorde de enige goal van de wedstrijd.
- Op 8 juli won N.E.C. de tweede oefenwedstrijd van DFS Opheusden met 0-3 door goals van Anass Achahbar, Segun Owobowale en Mohamed Rayhi.
- Op 10 juli werd bekend dat Dario Đumić een contract voor drie seizoenen had getekend bij FC Utrecht.
- Op 11 juli werd bekend dat Adrie Bogers de nieuwe hoofdtrainer zou worden van N.E.C. Hij was oorspronkelijk aangetrokken als assistent-trainer.
- Op 13 juli won N.E.C. de derde oefenwedstrijd met 1-3 van VV Alverna, door twee doelpunten van Ragnar Oratmangoen en één doelpunt van Mohamed Rayhi.
- Op 14 juli zijn N.E.C.  en Reagy Ofosu in goed overleg uit elkaar gegaan. Zijn contract werd per direct ontbonden.
- Op 15 juli speelde N.E.C. knap met 2-2 gelijk tegen sc Heerenveen. Arnaut Groeneveld en Joey Sleegers scoorden namens N.E.C., Martin Ødegaard en Dennis Johnsen namens Heerenveen.
- Op 19 juli verkocht N.E.C. Sam Lundholm aan IK Sirius FK.
- Op 21 juli speelde N.E.C. knap met 2-2 gelijk tegen FC Utrecht. Michael Heinloth en Jay-Roy Grot scoorden namens N.E.C., Sylla Sow en Nick Venema namens Utrecht.
- Op 25 juli tekende middenvelder Mart Dijkstra een contract voor drie jaar.
- Op 26 juli werd bekend dat N.E.C. Stefan Mauk voor één seizoen had verhuurd aan Melbourne City FC.
- Op 26 juli speelde won N.E.C. met 2-1 van Lierse SK. Jay-Roy Grot en Arnaut Groeneveld scoorde namens de Nijmegenaren.
- Op 31 juli maakte N.E.C. bekend dat Ted van de Pavert voor een seizoen had gehuurd van PEC Zwolle.

#### Augustus
- Op 1 augustus werd bekend dat N.E.C. Calvin Verdonk had gehuurd van Feyenoord.
- Op 1 augustus won N.E.C. met 2-1 van Al Jazira, door twee goals van Arnaut Groeneveld.
- Op 5 augustus speelde N.E.C. met 1-1 gelijk tegen VVV Venlo, door opnieuw een doelpunt van Groeneveld.
- Op 8 augustus bood N.E.C. Michael den Heijer een contract voor twee seizoenen aan.
- Op 11 augustus verloor N.E.C. een besloten oefenduel met 1-2 van FC Oss.
- Op 16 augustus nam N.E.C. Sven Braken over van Almere City. Hij tekent een contract tot de zomer van 2021.
- Op 17 augustus nam N.E.C. Jari Schuurman op huurbasis over van Feyenoord.
- Op 18 augustus won N.E.C. de eerste competitiewedstrijd met 3-1 van Almere City. Jordan Larsson scoorde twee keer, Arnaut Groeneveld scoorde de andere goal. Arsenio Valpoort scoorde namens Almere.
- Op 24 augustus maakte Jay-Roy Grot voor naar verluidt 1,6 miljoen euro de overstap naar Leeds United.
- Op 25 augustus speelde N.E.C. met 1-1 gelijk tegen mede-degradant Go Ahead Eagles. Sven Braken brak de score open, Sam Hendriks maakte namens Go Ahead de gelijkmaker.
- Op 26 augustus maakte Kévin Mayi de overstap naar Stade Brestois.

#### September
- Op 1 september won N.E.C. met 2-1 van FC Eindhoven. Sven Braken was twee keer trefzeker en maakte daarmee de goal van Kyle De Silva ongedaan.
- Op 8 september verloor N.E.C. voor de eerste wedstrijd met 3-0 dit seizoen tegen FC Den Bosch. Niek Vossebelt, Dennis Kaars en oud-NEC'er Muhammed Mert scoorden namens Den Bosch.
- Op 15 september leed N.E.C. opnieuw puntenverlies tegen FC Emmen. Jari Schuurman scoorde voor N.E.C., maar Nick Bakker scoorde in de blessuretijd de 1-1.
- Op 19 september speelde N.E.C. opnieuw tegen FC Emmen, ditmaal uit voor de beker. Emmen kwam op voorsprong via Alexander Bannink, maar N.E.C. kwam langszij door twee goals van Sven Braken en één goal van Arnaut Groeneveld en won derhalve met 1-3.
- Op 22 september werd bekend dat N.E.C. de transfervrije Steeven Langil had aangetrokken. De Fransman tekende voor één seizoen, met een optie voor nog een jaar.
- Op 25 september wist N.E.C. in de competitie opnieuw niet te winnen. Jong PSV hield N.E.C. op 3-3 door twee goals van Sam Lammers en één goal van Albert Gudmundsson. Namens N.E.C. scoorden Guus Joppen, Ted van de Pavert en Wojciech Golla.
- Op 29 september won N.E.C. met 4-1 van nummer drie MVV Maastricht. Namens MVV scoorde Doğan Gölpek, maar goals van Wojciech Golla, Mohamed Rayhi, Ferdi Kadıoğlu en Arnaut Groeneveld zorgde voor de overwinning.

#### Oktober
- Op 6 oktober won N.E.C. de uitwedstrijd van nummer twee Fortuna Sittard met 1-2. Mohamed Rayhi en Guus Joppen scoorde namens NEC, Finn Stokkers namens Fortuna. Joppen moest twintig minuten voor het einde met zijn tweede gele kaart het veld verlaten.
- Op 13 oktober won N.E.C. thuis met 2-0 van RKC Waalwijk. De doelpuntenmakers waren Sven Braken en Mohamed Rayhi.
- Op 20 oktober won N.E.C uit met 0-2 van FC Volendam. De doelpuntenmakers waren Sven Braken en Arnaut Groeneveld.
- Op 24 oktober won N.E.C. in de tweede ronde van de beker met 3-0 van Achilles '29. Arnaut Groeneveld, Ferdi Kadıoğlu en Mohamed Rayhi zorgden voor de doelpunten. Suently Alberto moest na twintig minuten met rood het veld verlaten.
- Op 27 oktober won N.E.C. thuis met 3-1 van Jong FC Utrecht. Aan de kant van N.E.C. scoorde Sven Braken, Arnaut Groeneveld en Ted van de Pavert. Namens Jong FC Utrecht scoorde Bilal Ould-Chikh.

#### November
- Op 2 november won N.E.C. thuis van SC Cambuur. Kevin van Kippersluis opende de score namens Cambuur, maar N.E.C. kwam langszij via twee goals van Mohamed Rayhi en één goal van Steeven Langil.
- Op 17 november won N.E.C. de uitwedstrijd tegen De Graafschap. Namens N.E.C. scoorden Arnaut Groeneveld, Sven Braken en Wojciech Golla, de goal van De Graafschap werd gemaakt door Daryl van Mieghem.
- Op 24 november won N.E.C. de topper tegen nummer twee Jong Ajax met 2-1. Ajax kwam op voorsprong via Noussair Mazraoui, met N.E.C. zette orde op zaken via goals van Mohamed Rayhi en Guus Joppen.
- Op 28 november verloor N.E.C. de uitwedstrijd tegen Telstar met 3-2. Anass Achahbar en Sven Braken scoorde namens N.E.C., Toine van Huizen, Mohammed Osman en Melvin Platje namens Telstar.

#### December
- Op 1 december won N.E.C. met 5-0 van FC Dordrecht. Steeven Langil maakte een hattrick, de andere goals kwamen van Jordan Larsson, Ferdi Kadıoğlu en Anass Achahbar.
- Op 8 december werd de wedstrijd tegen FC Oss afgelast door sneeuwoverlast. De wedstrijd werd verplaatst naar 11 december maar werd opnieuw afgekeurd. De wedstrijd wordt 15 januari 2018 ingehaald.
- Op 15 december speelde N.E.C. met 1-1 gelijk tegen Helmond Sport. Jordan Larsson opende de score namens N.E.C. maar Helmond kwam langszij via Giovanni Hiwat.
- Op 19 december verloor N.E.C. in de derde ronde van de beker met 2-0 van PEC Zwolle. Youness Mokhtar en Terell Ondaan zorgde voor de goals. Joris Delle stopte nog een strafschop van Erik Bakker.
- Op 21 december maakte N.E.C. bekend dat het Ragnar Oratmangoen voor een halfjaar uitleende aan FC Oss.
- Op 22 december won N.E.C. met 2-7 van Jong AZ. Anass Achahbar scoorde een hattrick, verder scoorden Gregor Breinburg, Michael Heinloth, Ferdi Kadıoğlu en Sven Braken. Jong AZ scoorde via Jelle Duin en Justin Bakker.

#### Januari
- Op 2 januari maakte N.E.C. bekend dat Pepijn Lijnders de nieuwe hoofdtrainer werd. Adrie Bogers nam zijn oorspronkelijke rol als assistent weer in.
- Op 2 januari maakte N.E.C. tevens bekend dat Jordan Larsson verkocht werd aan IFK Norrköping en dat Robin Buwalda tot de zomer werd verhuurd aan Go Ahead Eagles.
- Van 2 tot 7 januari ging N.E.C. op trainingskamp in Estepona. Op 5 januari won N.E.C. met 6-0 van Quick Boys. Sven Braken en Anass Achahbar scoorden twee keer, Lowie van Zundert en Ferdi Kadıoğlu scoorde eenmaal. Op 6 januari won N.E.C. met 4-0 van Eintracht Braunschweig. De goals werden gescoord door Ferdi Kadıoğlu, Anass Achahbar, Steeven Langil en Sven Braken.
- Op 5 januari werd bekend dat Joey Sleegers een contract had getekend bij AS Trenčín.
- Op 12 januari won N.E.C. met 5-1 van Go Ahead Eagles. Anass Achahbar scoorde net als in zijn laatste competitiewedstrijd een hattrick, Ferdi Kadıoğlu en Jari Schuurman scoorden de andere goals. Namens Go Ahead scoorde Aaron Nemane.
- Op 15 januari verloor N.E.C. met 3-0 van FC Oss. Een eigen goal van Frank Sturing en goals van Istvan Bakx en Thijs van Pol zorgden voor de nederlaag.
- Op 19 januari verloor N.E.C. opnieuw, met 3-2 van Almere City FC. Namens N.E.C. scoorde Sven Braken twee keer, Jergé Hoefdraad, Anass Ahannach en Silvester van der Water. In blessuretijd kreeg debutant Ole Romeny een rode kaart. Deze werd later door de tuchtcommissie geseponeerd.
- Op 24 januari maakte N.E.C. bekend dat het Joshua Smits had verkocht aan Almere City FC. Hij beschikte in Nijmegen over een aflopend contract.
- Op 25 januari tekende Lowie van Zundert een contract tot de zomer van 2020 bij N.E.C. Hij speelt eerst een halfjaar op huurbasis bij RKC Waalwijk.
- Op 26 januari won N.E.C. met 1-0 van FC Den Bosch door een benutte penalty van Steeven Langil.

#### Februari
- Op 2 februari verloor N.E.C. met 1-0 van FC Emmen door een doelpunt van Alexander Bannink.
- Op 8 februari won N.E.C. met 2-0 van Jong PSV door goals van Arnaut Groeneveld en een schot van Ferdi Kadıoğlu, die werd aangeraakt door Dirk Abels van PSV, die tevens met een rode kaart het veld moest verlaten.
- Op 17 februari verloor N.E.C. de vierde opeenvolgende uitwedstrijd. MVV Maastricht was met 4-1 te sterk, door goals van Jonathan Okita, Joeri Schroijen, Pieter Nys en Attila Yildirim. Mohamed Rayhi scoorde namens N.E.C.
- Op 23 februari speelde N.E.C. met 1-1 gelijk tegen Fortuna Sittard. Todd Cantwell opende de score, waarna Arnaut Groeneveld gelijkmaakte.

#### Maart
- Op 2 maart won N.E.C. met 0-2 van RKC Waalwijk door goals van Frank Sturing en Anass Achahbar. Steeven Langil miste een penalty.
- Op 9 maart won N.E.C. met 3-0 van FC Volendam, dankzij goals van Arnaut Groeneveld, Calvin Verdonk en Guus Joppen.
- Op 12 maart won N.E.C. met 0-2 van Jong FC Utrecht. Doelpuntenmakers waren Ferdi Kadıoğlu en Calvin Verdonk.
- Op 16 maart speelde N.E.C. met 1-1 gelijk tegen SC Cambuur. Anass Achahbar opende de score, maar Jordy van Deelen maakte gelijk.
- Op 23 maart speelde N.E.C. opnieuw met 1-1 gelijk tegen De Graafschap. Anass Achahbar opende opnieuw de score, maar Youssef El Jebli maakte gelijk.
- Op 31 maart verloor N.E.C. met 3-2 van FC Eindhoven. Elton Kabangu scoorde tweemaal, Kyle De Silva eenmaal, aan de kant van N.E.C. scoorden Wojciech Golla en Anass Achahbar.

#### April
- Op 2 april won N.E.C. met 3-0 van Telstar. Michael Heinloth, Wojciech Golla en Ferdi Kadıoğlu waren de doelpuntenmakers. Arnaut Groeneveld miste een penalty.
- Op 6 april verloor N.E.C. met 2-0 van Jong Ajax. Mateo Cassierra en Sebastian Pasquali scoorden. Echter, wegens het meespelen van Teun Bijleveld, die oorspronkelijk geschorst was voor deze wedstrijd, moest deze wedstrijd op een andere datum worden overgespeeld.
- Op 10 april won N.E.C. met 2-1 van FC Oss. Arnaut Groeneveld en Ferdi Kadıoğlu maakte de openingstreffer van Fatih Kamaçi ongedaan.
- Op 13 april won N.E.C. met 1-2 van Helmond Sport. Arnaut Groeneveld en Michael Heinloth scoorden namens N.E.C., Helmond deed iets terug via Robert Braber.
- Op 16 april verloor N.E.C. opnieuw van Jong Ajax. Dennis Johnsen scoorde het enige doelpunt van de wedstrijd.
- Op 20 april won N.E.C. met 2-0 van Jong AZ. Anass Achahbar en Arnaut Groeneveld waren de doelpuntenmakers.
- Op 28 april speelde N.E.C. met 3-3 gelijk tegen FC Dordrecht. Anass Achahbar van N.E.C. en Andreas Calcan van Dordrecht scoorde beide twee keer, Wojciech Golla en Denis Mahmudov één keer. Mede daardoor werd Fortuna Sittard kampioen en werd N.E.C. veroordeeld tot het spelen van play-offs om promotie.

#### Mei
- Op 10 mei verloor N.E.C. het uitduel om promotie met 4-0 van FC Emmen. Jeroen Veldmate, Nick Bakker, Youri Loen en Glenn Bijl.
- Op 13 mei won N.E.C. met 4-1 van FC Emmen. Anass Achahbar scoorde twee keer, Ole Romeny en Frank Sturing één keer. Namens Emmen scoorde Alexander Bannink, waardoor Emmen doorging en N.E.C. nog een seizoen in de Eerste Divisie moest spelen.

## Selectie 2017/18
| Nr.                                                  | Nat.                   | Naam               | Leeftijd | Duels N.E.C. | Duels N.E.C. | Hele carrière | Hele carrière | Contract tot   | Seizoen bij NEC |         |         |         |         |
| Nr.                                                  | Nat.                   | Naam               | Leeftijd | W            |              | W             |               | Contract tot   | Seizoen bij NEC |         |         |         |         |
| Keepers                                              | Keepers                | Keepers            | Keepers  | Keepers      | Keepers      | Keepers       | Keepers       | Keepers        | Keepers         | Keepers | Keepers | Keepers | Keepers |
| ---------------------------------------------------- | ---------------------- | ------------------ | -------- | ------------ | ------------ | ------------- | ------------- | -------------- | --------------- | ------- | ------- | ------- | ------- |
| 1                                                    | Vlag van Nederland     | Joshua Smits       | 24 jaar  | 41           | 0            | 41            | 0             | 2018           | 5e              |         |         |         |         |
| 23                                                   | Vlag van Nederland     | Marco van Duin     | 30 jaar  | 3            | 0            | 87            | 0             | 2018           | 5e              |         |         |         |         |
| 26                                                   | Vlag van Nederland     | Maarten Paes       | 19 jaar  | 0            | 0            | 0             | 0             | 2018           | 2e              |         |         |         |         |
| 28                                                   | Vlag van Frankrijk     | Joris Delle        | 27 jaar  | 66           | 0            | 167           | 0             | 2018           | 2e              |         |         |         |         |
| Verdedigers                                          |                        |                    |          |              |              |               |               |                |                 |         |         |         |         |
| 2                                                    | Vlag van Nederland     | Guus Joppen        | 27 jaar  | 21           | 4            | 310           | 21            | 2019           | 1e              |         |         |         |         |
| 3                                                    | Vlag van Nederland     | Robin Buwalda      | 23 jaar  | 21           | 0            | 102           | 3             | 2019           | 2e              |         |         |         |         |
| 4                                                    | Vlag van Nederland     | Ted van de Pavert  | 25 jaar  | 27           | 2            | 186           | 11            | 2018           | 1e              |         |         |         |         |
| 5                                                    | Vlag van Nederland     | Calvin Verdonk     | 20 jaar  | 37           | 2            | 55            | 2             | 2018           | 1e              |         |         |         |         |
| 14                                                   | Vlag van Polen         | Wojciech Golla     | 25 jaar  | 94           | 6            | 189           | 6             | 2018           | 3e              |         |         |         |         |
| 15                                                   | Vlag van Nederland     | Suently Alberto    | 21 jaar  | 1            | 0            | 81            | 5             | 2020           | 1e              |         |         |         |         |
| 22                                                   | Vlag van Duitsland     | Michael Heinloth   | 25 jaar  | 47           | 4            | 179           | 5             | 2018           | 2e              |         |         |         |         |
| 30                                                   | Vlag van Nederland     | Frank Sturing      | 20 jaar  | 22           | 1            | 22            | 1             | 2018           | 2e              |         |         |         |         |
| Middenvelders                                        |                        |                    |          |              |              |               |               |                |                 |         |         |         |         |
| 6                                                    | Vlag van Nederland     | Mart Dijkstra      | 27 jaar  | 37           | 0            | 195           | 4             | 2020           | 1e              |         |         |         |         |
| 8                                                    | Vlag van Nederland     | Kevin Jansen       | 25 jaar  | 19           | 0            | 143           | 8             | 2019           | 1e              |         |         |         |         |
| 10                                                   | Vlag van Nederland     | Joey Sleegers      | 23 jaar  | 27           | 1            | 95            | 22            | 2019           | 3e              |         |         |         |         |
| 16                                                   | Vlag van Nederland     | Ferdi Kadıoğlu     | 18 jaar  | 61           | 11           | 61            | 11            | 2021           | 2e              |         |         |         |         |
| 21                                                   | Vlag van Nederland     | Jari Schuurman     | 20 jaar  | 18           | 2            | 30            | 5             | 2018           | 1e              |         |         |         |         |
| 24                                                   | Vlag van Portugal      | Janio Bikel        | 22 jaar  | 67           | 2            | 73            | 2             | 2018           | 3e              |         |         |         |         |
| 25                                                   | Vlag van Nieuw-Zeeland | Michael den Heijer | 21 jaar  | 0            | 0            | 29            | 2             | 2020           | 1e              |         |         |         |         |
| 34                                                   | Vlag van Nederland     | Gregor Breinburg   | 26 jaar  | 129          | 3            | 221           | 3             | 2018           | 4e              |         |         |         |         |
| Aanvallers                                           |                        |                    |          |              |              |               |               |                |                 |         |         |         |         |
| 7                                                    | Vlag van Zweden        | Jordan Larsson     | 20 jaar  | 20           | 4            | 83            | 14            | 2020           | 2e              |         |         |         |         |
| 9                                                    | Vlag van Nederland     | Anass Achahbar     | 23 jaar  | 25           | 15           | 96            | 26            | 2018 (gehuurd) | 1e              |         |         |         |         |
| 11                                                   | Vlag van Nederland     | Arnaut Groeneveld  | 20 jaar  | 40           | 12           | 41            | 12            | 2020           | 2e              |         |         |         |         |
| 17                                                   | Vlag van Frankrijk     | Steeven Langil     | 29 jaar  | 27           | 5            | 234           | 30            | 2018           | 1e              |         |         |         |         |
| 19                                                   | Vlag van Nederland     | Sven Braken        | 24 jaar  | 29           | 11           | 139           | 39            | 2021           | 1e              |         |         |         |         |
| 20                                                   | Vlag van Nederland     | Mohamed Rayhi      | 23 jaar  | 59           | 9            | 107           | 19            | 2018           | 3e              |         |         |         |         |
| 27                                                   | Vlag van Nederland     | Ole Romeny         | 17 jaar  | 4            | 0            | 4             | 0             | 2021           | 1e              |         |         |         |         |
| 32                                                   | Vlag van Nederland     | Dani Theunissen    | 18 jaar  | 1            | 0            | 1             | 0             | 2020           | 1e              |         |         |         |         |
| 45                                                   | Vlag van Nederland     | Segun Owobowale    | 20 jaar  | 2            | 0            | 4             | 0             | 2018           | 2e              |         |         |         |         |
| * Tabel voor het laatst bijgewerkt op 28 april 2018. |                        |                    |          |              |              |               |               |                |                 |         |         |         |         |

### Legenda
| # | Reden                                          |
| - | ---------------------------------------------- |
|   | Heeft de club in het lopende seizoen verlaten. |
|   | Heeft de club op huurbasis verlaten.           |

## Transfers

### Aangetrokken
| Nat.                   | Nr. | Naam               | Van                 | Type          | Contract tot | Transfersom | Periode     |
| ---------------------- | --- | ------------------ | ------------------- | ------------- | ------------ | ----------- | ----------- |
| Vlag van Roemenië      | 9   | Mihai Roman        | Maccabi Petah Tikva | Einde verhuur | 2017         | n.v.t.      | Zomer       |
| Vlag van Nederland     | 10  | Joey Sleegers      | VVV Venlo           | Einde verhuur | 2017         | n.v.t.      | Zomer       |
| Vlag van Zweden        | 7   | Sam Lundholm       | Randers FC          | Einde verhuur | 2017         | n.v.t.      | Zomer       |
| Vlag van Nederland     | 32  | Nassim Amaarouk    | Achilles '29        | Einde verhuur | 2017         | n.v.t.      | Zomer       |
| Vlag van Nederland     | 9   | Anass Achahbar     | PEC Zwolle          | Gehuurd       | 2018         | n.v.t.      | Zomer       |
| Vlag van Nederland     | 2   | Guus Joppen        | Willem II           | Transfervrij  | 2019         | n.v.t.      | Zomer       |
| Vlag van Nederland     | 6   | Kevin Jansen       | ADO Den Haag        | Transfervrij  | 2019         | n.v.t.      | Zomer       |
| Vlag van Nederland     | 8   | Mart Dijkstra      | Sparta Rotterdam    | Transfervrij  | 2020         | n.v.t.      | Zomer       |
| Vlag van Nederland     | 5   | Calvin Verdonk     | Feyenoord           | Gehuurd       | 2018         | n.v.t.      | Zomer       |
| Vlag van Nederland     | 4   | Ted van de Pavert  | PEC Zwolle          | Gehuurd       | 2018         | n.v.t.      | Zomer       |
| Vlag van Nieuw-Zeeland | 25  | Michael den Heijer | Eigen jeugd         | Transfer      | 2020         | n.v.t.      | Zomer       |
| Vlag van Nederland     | 15  | Suently Alberto    | PSV                 | Transfer      | 2020         | n.v.t.      | Zomer       |
| Vlag van Nederland     | 19  | Sven Braken        | Almere City         | Transfer      | 2021         | n.n.b.      | Zomer       |
| Vlag van Nederland     | 21  | Jari Schuurman     | Feyenoord           | Gehuurd       | 2018         | n.v.t.      | Zomer       |
| Vlag van Frankrijk     | 17  | Steeven Langil     | Legia Warschau      | Transfervrij  | 2018         | n.v.t.      | Tussentijds |

### Vertrokken
| Nat.                           | Nr. | Naam                 | Wedst | Goals | Naar                  | Type               | Transfersom | Periode |
| ------------------------------ | --- | -------------------- | ----- | ----- | --------------------- | ------------------ | ----------- | ------- |
| Vlag van Nederland             | 28  | Lorenzo Burnet       | 13    | 0     | Slovan Bratislava     | Einde huur         | n.v.t.      | Zomer   |
| Vlag van Nederland             | 21  | Ali Messaoud         | 17    | 1     | FC Vaduz              | Einde huur         | n.v.t.      | Zomer   |
| Vlag van Nigeria               | 9   | Taiwo Awoniyi        | 22    | 3     | Liverpool FC          | Einde huur         | n.v.t.      | Zomer   |
| Vlag van Zweden                | 6   | Mikael Dyrestam      | 20    | 0     | Kalmar FF             | Einde contract     | n.v.t.      | Zomer   |
| Vlag van Duitsland             | 24  | André Fomitschow     | 27    | 0     | Hajduk Split          | Einde contract     | n.v.t.      | Zomer   |
| Vlag van Nederland             | 37  | Jeffrey Leiwakabessy | 238   | 0     | Gestopt               | Einde contract     | n.v.t.      | Zomer   |
| Vlag van Nederland             | 32  | Nassim Amaarouk      | 0     | 0     | Helmond Sport         | Einde contract     | n.v.t.      | Zomer   |
| Vlag van Duitsland             | 19  | Julian von Haacke    | 33    | 2     | SV Darmstadt 98       | Transfer           | n.n.b.      | Zomer   |
| Vlag van Oostenrijk            | 27  | Fabian Gmeiner       | 1     | 0     | Hamburger SV          | Transfer           | n.n.b.      | Zomer   |
| Vlag van Roemenië              | 9   | Mihai Roman          | 14    | 1     | Universitatea Craiova | Transfer           | n.n.b.      | Zomer   |
| Vlag van Bosnië en Herzegovina | 3   | Dario Đumić          | 55    | 5     | FC Utrecht            | Transfer           | n.n.b.      | Zomer   |
| Vlag van Duitsland             | 14  | Reagy Ofosu          | 17    | 2     | NK Istra 1961         | Contract ontbonden | n.v.t.      | Zomer   |
| Vlag van Zweden                | 7   | Sam Lundholm         | 15    | 0     | IK Sirius FK          | Transfer           | n.n.b.      | Zomer   |
| Vlag van Australië             | 10  | Stefan Mauk          | 3     | 0     | Melbourne City FC     | Huur               | n.v.t.      | Zomer   |
| Vlag van Nederland             | 19  | Jay-Roy Grot         | 35    | 6     | Leeds United AFC      | Transfer           | n.n.b.      | Zomer   |
| Vlag van Frankrijk             | 18  | Kévin Mayi           | 30    | 5     | Stade Brestois        | Transfer           | n.n.b.      | Zomer   |
| Vlag van Nederland             | 38  | Ragnar Oratmangoen   | 0     | 0     | FC Oss                | Huur               | n.v.t.      | Winter  |
| Vlag van Nederland             | 3   | Robin Buwalda        | 21    | 0     | Go Ahead Eagles       | Huur               | n.v.t.      | Winter  |
| Vlag van Zweden                | 7   | Jordan Larsson       | 24    | 4     | IFK Norrköping        | Transfer           | n.n.b.      | Winter  |
| Vlag van Nederland             | 10  | Joey Sleegers        | 31    | 1     | AS Trenčín            | Transfer           | n.n.b.      | Winter  |
| Vlag van Nederland             | 1   | Joshua Smits         | 41    | 0     | Almere City FC        | Transfer           | n.n.b.      | Winter  |
| Vlag van Nederland             | 43  | Lowie van Zundert    | 0     | 0     | RKC Waalwijk          | Huur               | n.v.t.      | Winter  |

### Op proef
| Nat.               | Naam             | Positie   | Vorige club | Periode | Resultaat     |
| ------------------ | ---------------- | --------- | ----------- | ------- | ------------- |
| Vlag van Nederland | Adham El Idrissi | Aanvaller | geen club   | Zomer   | Geen contract |

## Technische staf
| Naam                                   | Functie              |
| -------------------------------------- | -------------------- |
| Pepijn Lijnders                        | Hoofdtrainer         |
| Adrie Bogers                           | Assistent-trainer    |
| Patrick Pothuizen                      | Assistent-trainer    |
| Wilfried Brookhuis (t/m februari 2018) | Keeperstrainer       |
| Gábor Babos (vanaf maart 2018)         | Keeperstrainer       |
| Frank Demouge                          | Spitsentrainer       |
| Muslu Nalbantoğlu                      | Teammanager          |
| Sjoerd-Jan de Vries                    | Clubarts             |
| Han Tijshen                            | Hoofd medische zaken |
| Rob van Hunnik                         | Fysiotherapeut       |
| Jaimy Hulsker                          | Performance Analyst  |
| Dave Kelders                           | Materiaalman         |

## Oefenwedstrijden
| Datum            | Tijdstip | Thuis         | Uitslag | Uit                    | Doelpuntenmakers                                                             | Bijzonderheden | Locatie                           | Opstelling N.E.C. |  |
| ---------------- | -------- | ------------- | ------- | ---------------------- | ---------------------------------------------------------------------------- | --- | --------------------------------- | --- |  |
| 5 juli 2017      | 19:30    | NEC Amateurs  | 1-0     | N.E.C.                 | 25' Corty 1-0                                                                | Jeugdspelers Spierings, Wouters, Tel, Owobowale en Oratmangoen deden mee, Joppen en Achahbar maakten hun officieuze debuut voor NEC                        | Sportpark de Kamp, Weurt          | Delle (46' Smits); Heinloth (46' Spierings), Sturing (46' Hoogveld), Aktas (46' Golla), Wouters (46' Joppen); Tel (46' Bikel), Sleegers (46' Owobowale), Oratmangoen; Larsson (46' Groeneveld), Achahbar (46' Mayi), Ofosu (46' Rayhi).                                                                  |  |
| 8 juli 2017      | 15:00    | DFS Opheusden | 0-3     | N.E.C.                 | 32' Achahbar 0-1 70' Owobowale 0-2 82' Rayhi 0-3                             | Jeugdspelers Hoogveld, Oratmangoen, Den Heijer en Owobowale deden mee, Groeneveld kwam na zijn wissel opnieuw het veld in door een blessure van Owobowale. | MSC De Eendracht, Nijmegen        | Van Duin ('46 Delle); Heinloth, Buwalda ('64 Sturing), Golla ('64 Aktas), Joppen ('46 Hoogveld); Bikel, Larsson ('64 Oratmangoen), Den Heijer ('64 Owobowale, '78 Groeneveld); Groeneveld ('64 Ofosu), Achahbar ('64 Mayi), Sleegers ('64 Rayhi).                                                        |  |
| 13 juli 2017     | 19:00    | VV Alverna    | 1-3     | N.E.C.                 | 28' Oratmangoen 0-1 42' Oratmangoen 0-2 48' Rayhi 0-3 85' Dadda 1-3          | Jeugdspelers Hoogveld, Potjes, Koesni, Oratmangoen en Bakker deden mee                                                                                     | Sportpark het Bospad, Alverna     | Smits (46' Van Duin), Joppen (46' Hoogveld), Buwalda (46' Potjes), Golla (46' Sturing), Heinloth (46' Koesni), Bikel, Sleegers (46' Larsson), Oratmangoen, Groeneveld (46' Ofosu), Achahbar (46' Bakker, Rayhi.                                                                                          |  |
| 15 juli 2017     | 12:30    | sc Heerenveen | 2-2     | N.E.C.                 | 10' Ødegaard 1-0 45' Groeneveld 1-1 62' Sleegers 1-2 72' Johnsen 2-2         | Jeugdspelers Den Heijer en Hoogveld deden mee, Sturing moest in de tweede helft met rood het veld verlaten                                                 | Lonapark, Loenen                  | Delle (46' Smits); Heinloth, Sturing, Buwalda, Joppen (70' Hoogveld); Den Heijer, Sleegers, Bikel; Larsson (65' Rayhi), Achahbar (76' Mayi), Groeneveld. |  |
| 21 juli 2017     | 12:30    | FC Utrecht    | 2-2     | N.E.C.                 | 16' Heinloth 0-1 45' Venema 1-1 50' Grot 1-2 61' Sow 2-2                     | Jeugdspelers Hoogveld, Oratmangoen, Den Heijer deden mee                                                                                                   | Zoudenbalch, Utrecht              | Smits); Smits; Heinloth, Buwalda (68' Atkas), Golla, Joppen (68' Hoogveld); Oratmangoen (75' Den Heijer), Kadıoğlu, Breinburg (46' Bikel); Larsson, Mayi (46' Grot), Rayhi (68' Sleegers). |  |
| 26 juli 2017     | 15:00    | Lierse SK     | 1-2     | N.E.C.                 | 19' Grot 0-1 38' Buyens 1-1 59' Groeneveld 1-2                               | Jeugdspelers Hoogveld en Den Heijer deden mee. | Herman Vanderpoortenstadion, Lier | Delle; Heinloth (60' Hoogveld), Buwalda (46' Golla), Sturing, Joppen; Bikel, Sleegers, Den Heijer (60' Breinburg); Grot, Larsson (60' Kadıoğlu), Groeneveld. |  |
| 1 augustus 2017  | 19:00    | N.E.C.        | 2-1     | Al-Jazira              | 49' Groeneveld 1-0 59' Romarinho 1-1 65' Groeneveld 2-1                      | Jeugdspeler Van Zundert deed mee. | MSC De Eendracht, Nijmegen        | Smits; Heinloth, Buwalda, Golla, Joppen; Bikel, Kadıoğlu, Dijkstra; Groeneveld, Grot (82' Van Zundert), Sleegers. |  |
| 5 augustus 2017  | 17:00    | VVV Venlo     | 1-1     | N.E.C.                 | 52' Groeneveld 0-1 58' Leemans 1-1                                           | Jeugdspeler Hoogveld deed mee, Joppen werd in de eerste helft met een rode kaart het veld afgestuurd.                                                      | De Koel, Venlo                    | Delle, Joppen, Van de Pavert (79' Hoogveld), Golla (64' Buwalda), Verdonk; Bikel, Sleegers (46' Heinloth), Dijkstra; Larsson (46' Breinburg), Grot, Groeneveld (72' Kadıoğlu). |  |
| 11 augustus 2017 |          | N.E.C.        | 1-2     | FC Oss                 | Kamaçi, Van der Venne (FC Oss), eigen doelpunt (N.E.C.)                      | Besloten wedstrijd, NEC wil niks over de wedstrijd prijsgeven.                                                                                             | Goffertstadion, Nijmegen          | |  |
| 9 oktober 2017   |          | N.E.C.        | 0-3     | De Graafschap          | Straalman 0-1 Serrarens 0-2 Straalman 0-3                                    | Jeugdspelers Franssen, Spierings, Hoogveld, Smulder, El Haddouti, Haouat, Van Zundert en Oztoprak deden mee                                                | MSC De Eendracht, Nijmegen        | Smits; Franssen, Sturing, Buwalda, Spierings (65' Niek Hoogveld); Den Heijer (46' Smulder), Bikel, Jansen; El Haddouti (65' Haouat), Van Zundert, Langil (65' Oztoprak) |  |
| 5 januari 2018   |          | N.E.C.        | 6-0     | Quick Boys             | Kadıoğlu 1-0 Achahbar 2-0 Achahbar 3-0 Van Zundert 4-0 Braken 5-0 Braken 6-0 | Jeugdspelers Hoogveld, Van Zundert, Haouat, Theunissen en Romeny deden mee.                                                                                | Doña Julia Golf Club, Casares     | Delle (46' Paes); Heinloth (46' Joppen), Sturing (46' Ten Heijer, 68' Hoogveld), Golla (46' Van de Pavert), Verdonk (46' Alberto); Breinburg (46' Bikel), Kadıoğlu (46' Haouat), Dijkstra (46' Jansen); Langil (46' Theunissen, 68' Van Zundert), Achahbar (46' Braken), Schuurman (46' Ole Romeny).     |  |
| 6 januari 2018   |          | N.E.C.        | 4-0     | Eintracht Braunschweig | Kadıoğlu 1-0 Achahbar 2-0 Langil 3-0 Braken 4-0                              | Jeugdspelers Hoogveld, Van Zundert, Haouat, Theunissen en Romeny deden mee.                                                                                | José Burgos Quintana, Coín        | Delle (46' Van Duin); Heinloth (46' Joppen), Sturing (46' Ten Heijer, 58' Hoogveld), Golla (46' Van de Pavert), Verdonk (46' Alberto); Breinburg (46' Bikel), Kadıoğlu (46' Haouat, 75' Van Zundert), Dijkstra (46' Jansen); Langil (46' Theunissen), Achahbar (46' Braken), Schuurman (46' Ole Romeny). |  |

## Jupiler League 2017/18

### Wedstrijdverslagen

#### Eerste twee wedstrijden (augustus)
|                                                                              |                                                                                   |               |                                                                           | |
| Speelronde 1 18 augustus 2017, 20:00                                         | N.E.C.                                                                            | 3 – 1 (2 – 1) | Almere City                                                               | : Mart Dijkstra |
| Goffertstadion, Nijmegen Toeschouwers: 9.502 Scheidsrechter: Ed Janssen      | Jordan Larsson 30' Arnaut Groeneveld 45' Jordan Larsson 52' Ted van de Pavert 88' |               | '37 Arsenio Valpoort '43 Arsenio Valpoort                                 | Basisopstelling NEC: Joshua Smits; Guus Joppen 10' ( Michael Heinloth), Wojciech Golla, Ted van de Pavert, Calvin Verdonk; Mart Dijkstra, Joey Sleegers, Gregor Breinburg 73' ( Janio Bikel); Jay-Roy Grot, Jordan Larsson, Arnaut Groeneveld. Reservebank: Joris Delle, Marco van Duin, Robin Buwalda, Suently Alberto, Ferdi Kadıoğlu, Michael den Heijer, Anass Achahbar.                         |
| Afwezig: Jansen , Sturing, Rayhi .                                           |                                                                                   |               |                                                                           | |
|                                                                              |                                                                                   |               |                                                                           | |
| Speelronde 2 25 augustus 2017, 20:00                                         | Go Ahead Eagles                                                                   | 1 – 1 (1 – 1) | N.E.C                                                                     | : Mart Dijkstra |
| De Adelaarshorst, Deventer Toeschouwers: 8.324 Scheidsrechter: Siemen Mulder | Sam Hendriks 14' Shadrach Eghan 41' Tim Hölscher 54'                              |               | '11 Sven Braken '18 Wojciech Golla '32 Joey Sleegers '71 Gregor Breinburg | Basisopstelling NEC: Joshua Smits; Michael Heinloth), Wojciech Golla, Ted van de Pavert, Calvin Verdonk 83' ( Suently Alberto); Mart Dijkstra, Joey Sleegers 66' ( Ferdi Kadıoğlu), Gregor Breinburg; Jordan Larsson, Sven Braken 79' ( Jari Schuurman), Arnaut Groeneveld. Reservebank: Joris Delle, Marco van Duin, Robin Buwalda, Frank Sturing, Janio Bikel, Michael den Heijer, Anass Achahbar. |
| Afwezig: Jansen , Joppen , Rayhi .                                           |                                                                                   |               |                                                                           | |
|                                                                              |                                                                                   |               |                                                                           | |

#### Eerste periode (september, oktober)
| Speelronde 3 1 september 2017, 20:00                                                                    | N.E.C. | 2 – 1 (1 – 0) | FC Eindhoven                                                                                               | : Mart Dijkstra |
| Goffertstadion, Nijmegen Toeschouwers: 8.489 Scheidsrechter: Allard Lindhout                            | Sven Braken 17' Sven Braken 82'                                                                                        |               | '17 Augustine Loof '80 Kyle De Silva                                                                       | Basisopstelling NEC: Joshua Smits; Michael Heinloth, Robin Buwalda, Ted van de Pavert, Calvin Verdonk; Mart Dijkstra, Joey Sleegers 62' ( Jari Schuurman), Janio Bikel; Jordan Larsson 83' ( Dani Theunissen), Sven Braken, Arnaut Groeneveld. Reservebank: Maarten Paes, Marco van Duin, Suently Alberto, Frank Sturing, Michael den Heijer, Anass Achahbar                                                              |
| Afwezig: Jansen , Joppen , Breinburg ,Rayhi , Delle, Golla (beide disciplinair), Kadıoğlu (interlands). | |               | | |
| | |               | | |
| Speelronde 4 8 september 2017, 20:00                                                                    | FC Den Bosch | 3 – 0 (2 – 0) | N.E.C. | : Mart Dijkstra |
| Stadion De Vliert, Den Bosch Toeschouwers: 3.188 Scheidsrechter: Jochem Kamphuis                        | Dennis Kaars 20' Niek Vossebelt 26' Sam Kersten 56' Niek Vossebelt 64' Muhammed Mert 88'                               |               | '67 Calvin Verdonk '69 Mart Dijkstra '82 Michael Heinloth 90+3' Arnaut Groeneveld                          | Basisopstelling NEC: Joshua Smits; Robin Buwalda 46' ( Michael Heinloth, Wojciech Golla, Ted van de Pavert, Calvin Verdonk; Mart Dijkstra, Ferdi Kadıoğlu, Janio Bikel 65' ( Anass Achahbar); Jordan Larsson 86' ( Joey Sleegers), Sven Braken, Arnaut Groeneveld. Reservebank: Joris Delle, Marco van Duin, Suently Alberto, Frank Sturing, Michael den Heijer, Dani Theunissen                                          |
| Afwezig: Jansen , Joppen , Breinburg , Schuurman , Rayhi .                                              | |               | | |
| | |               | | |
| Speelronde 5 15 september 2017, 20:00                                                                   | N.E.C. | 1 – 1 (1 – 0) | FC Emmen                                                                                                   | : Mart Dijkstra |
| Goffertstadion, Nijmegen Toeschouwers: 9.550 Scheidsrechter: Kevin Blom                                 | Arnaut Groeneveld 4' Jari Schuurman 23'                                                                                |               | '67 Youri Loen '90+2 Nick Bakker                                                                           | Basisopstelling NEC: Joshua Smits; Guus Joppen, Wojciech Golla, Ted van de Pavert, Calvin Verdonk; Mart Dijkstra, Jari Schuurman 71' ( Ferdi Kadıoğlu), Gregor Breinburg; Mohamed Rayhi, Sven Braken, Arnaut Groeneveld. Reservebank: Joris Delle, Robin Buwalda, Michael Heinloth, Frank Sturing, Joey Sleegers, Janio Bikel, Jordan Larsson, Anass Achahbar, Dani Theunissen.                                           |
| Afwezig: Jansen                                                                                         | |               | | |
| | |               | | |
| Speelronde 6 25 september 2017, 20:00                                                                   | Jong PSV | 3 – 3 (1 – 2) | N.E.C. | : Mart Dijkstra |
| Philipsstadion, Eindhoven Toeschouwers: 1.463 Scheidsrechter: Joey Kooij                                | Albert Gudmundsson (pen) 2' Kenneth Paal 32' Sam Lammers 66' Sam Lammers 77' Bram van Vlerken 84' Kenneth Paal 90'     |               | '1 Calvin Verdonk '23 Guus Joppen '44 Ted van de Pavert '50 Sven Braken '62 Wojciech Golla '79 Guus Joppen | Basisopstelling NEC: Joshua Smits; Guus Joppen, Wojciech Golla, Ted van de Pavert, Calvin Verdonk; Mart Dijkstra, Ferdi Kadıoğlu), Gregor Breinburg; Mohamed Rayhi 82' ( Steeven Langil), Sven Braken 86' ( Jordan Larsson), Arnaut Groeneveld. Reservebank: Joris Delle, Marco van Duin, Robin Buwalda, Suently Alberto, Michael Heinloth, Frank Sturing, Joey Sleegers, Janio Bikel, Michael den Heijer, Anass Achahbar |
| Afwezig: Jansen , Schuurman                                                                             | |               | | |
| | |               | | |
| Speelronde 7 29 september 2017, 20:00                                                                   | N.E.C. | 4 – 1 (1 – 0) | MVV Maastricht                                                                                             | : Mart Dijkstra |
| Goffertstadion, Nijmegen Toeschouwers: 8.900 Scheidsrechter: Edwin van de Graaf                         | Wojciech Golla 11' Mohamed Rayhi 71' Ferdi Kadıoğlu 80' Arnaut Groeneveld 88' Jordan Larsson 90'                       |               | '51 Doğan Gölpek '60 Doğan Gölpek                                                                          | Basisopstelling NEC: Joris Delle; Guus Joppen, Wojciech Golla, Ted van de Pavert, Calvin Verdonk; Mart Dijkstra, Ferdi Kadıoğlu), Gregor Breinburg; Mohamed Rayhi 73' ( Steeven Langil), Sven Braken 90' ( Jordan Larsson), Arnaut Groeneveld. Reservebank: Joshua Smits, Robin Buwalda, Suently Alberto, Michael Heinloth, Frank Sturing, Joey Sleegers, Janio Bikel, Michael den Heijer, Kevin Jansen                   |
| Afwezig: Schuurman                                                                                      | |               | | |
| | |               | | |
| Speelronde 8 6 oktober 2017, 20:00                                                                      | Fortuna Sittard | 1 – 2 (1 – 1) | N.E.C. | : Mart Dijkstra |
| Fortuna Sittard Stadion, Sittard Toeschouwers: 4.567 Scheidsrechter: Martin Pérez                       | Finn Stokkers 6' Wessel Dammers 52'                                                                                    |               | '16 Mohamed Rayhi '39 Guus Joppen '51 Guus Joppen '60 Mohamed Rayhi '68 Guus Joppen '82 Joris Delle        | Basisopstelling NEC: Joris Delle; Guus Joppen, Wojciech Golla, Ted van de Pavert, Calvin Verdonk; Mart Dijkstra, Joey Sleegers), Gregor Breinburg; Mohamed Rayhi, Sven Braken 74' ( Steeven Langil), Arnaut Groeneveld 70' ( Michael Heinloth). Reservebank: Joshua Smits, Marco van Duin, Robin Buwalda, Suently Alberto, Frank Sturing, Kevin Jansen, Michael den Heijer, Lowie van Zundert                             |
| Afwezig: Schuurman , Achahbar Kadıoğlu, Larsson (beide interlands)                                      | |               | | |
| | |               | | |
| Speelronde 9 13 oktober 2017, 20:00                                                                     | N.E.C. | 2 – 0 (2 – 0) | RKC Waalwijk                                                                                               | : Mart Dijkstra |
| Goffertstadion, Nijmegen Toeschouwers: 9.015 Scheidsrechter: Jochem Kamphuis                            | Sven Braken 42' Mohamed Rayhi 45'                                                                                      |               | '38 Dylan Seys                                                                                             | Basisopstelling NEC: Joris Delle; Michael Heinloth, Robin Buwalda, Ted van de Pavert, Calvin Verdonk; Mart Dijkstra, Ferdi Kadıoğlu 87' ( Joey Sleegers), Gregor Breinburg; Mohamed Rayhi 90' ( Kevin Jansen, Sven Braken, Arnaut Groeneveld 72' ( Steeven Langil)). Reservebank: Joshua Smits, Frank Sturing, Suently Alberto, Janio Bikel, Michael den Heijer, Jordan Larsson, Lowie van Zundert                        |
| Afwezig: Schuurman , Achahbar , Golla , Joppen                                                          | |               | | |
| | |               | | |
| Speelronde 10 20 oktober 2017, 20:00                                                                    | FC Volendam | 0 – 2 (0 – 0) | N.E.C. | : Mart Dijkstra |
| Kras Stadion, Volendam Toeschouwers: 3.480 Scheidsrechter: Rob Dieperink                                | Nick Runderkamp 70' |               | '61 Arnaut Groeneveld '76 Sven Braken                                                                      | Basisopstelling NEC: Joris Delle; Guus Joppen, Frank Sturing, Ted van de Pavert, Calvin Verdonk; Mart Dijkstra, Ferdi Kadıoğlu 86' ( Kevin Jansen), Gregor Breinburg; Mohamed Rayhi 78' ( Steeven Langil, Sven Braken 89' ( Jordan Larsson), Arnaut Groeneveld. Reservebank: Joshua Smits, Marco van Duin, Michael Heinloth, Suently Alberto, Janio Bikel, Michael den Heijer, Joey Sleegers                              |
| Afwezig: Schuurman , Achahbar , Golla , Buwalda                                                         | |               | | |
| | |               | | |
| Speelronde 11 27 oktober 2017, 20:00                                                                    | N.E.C | 3 – 1 (2 – 0) | Jong FC Utrecht                                                                                            | : Mart Dijkstra |
| Goffertstadion, Nijmegen Toeschouwers: 8.768 Scheidsrechter: Erwin Blank                                | Sven Braken 15' Arnaut Groeneveld 32' Ferdi Kadıoğlu 34' Ted van de Pavert 43' Ted van de Pavert 67' Frank Sturing 42' |               | '39 Maarten Peijnenburg '66 Bilal Ould-Chikh '61 Rick van der Meer                                         | Basisopstelling NEC: Joris Delle; Guus Joppen, Frank Sturing, Ted van de Pavert, Calvin Verdonk; Mart Dijkstra, Ferdi Kadıoğlu , Gregor Breinburg; Mohamed Rayhi 82' ( Joey Sleegers, Sven Braken 87' ( Jordan Larsson), Arnaut Groeneveld 74' ( Steeven Langil). Reservebank: Joshua Smits, Michael Heinloth, Janio Bikel, Michael den Heijer, Kevin Jansen, Anass Achahbar.                                             |
| Afwezig: Schuurman , Achahbar , Golla , Buwalda , Alberto                                               | |               | | |
| | |               | | |

#### Tweede periode (november, december)
| | |               | | |
| Speelronde 12 3 november 2017, 20:00                                                                     | N.E.C | 3 – 1 (0 – 0) | SC Cambuur | : Mart Dijkstra |
| Goffertstadion, Nijmegen Toeschouwers: 9.163 Scheidsrechter: Christiaan Bax                              | Mohamed Rayhi 60' Mohamed Rayhi 68' Mohamed Rayhi 69' Mart Dijkstra 79' Steeven Langil 84'                                          |               | '48 Kevin van Kippersluis '56 Martijn Barto '60 Robbert Schilder '72 Justin Mathieu                                                                      | Basisopstelling NEC: Joris Delle; Guus Joppen, Frank Sturing, Ted van de Pavert, Calvin Verdonk; Mart Dijkstra, Ferdi Kadıoğlu , Gregor Breinburg; Mohamed Rayhi, Sven Braken 78' ( Jordan Larsson), Steeven Langil. Reservebank: Joshua Smits, Wojciech Golla, Michael Heinloth, Kevin Jansen, Janio Bikel, Michael den Heijer, Joey Sleegers, Segun Owobowale.                                                                |
| Afwezig: Schuurman , Achahbar , Groeneveld , Buwalda , Alberto                                           | |               | | |
| | |               | | |
| Speelronde 13 17 november 2017, 20:00                                                                    | De Graafschap | 1 – 3 (0 – 1) | N.E.C. | : Mart Dijkstra |
| Stadion De Vijverberg, Doetinchem Toeschouwers: 11.228 Scheidsrechter: Serdar Gözübüyük                  | Jordy Tutuarima 9' Daryl van Mieghem 53' Andrew Driver 65'                                                                          |               | '3 Gregor Breinburg '10 Arnaut Groeneveld '66 Sven Braken '83 Wojciech Golla                                                                             | Basisopstelling NEC: Joris Delle; Guus Joppen, Wojciech Golla, Ted van de Pavert, Calvin Verdonk; Mart Dijkstra, Ferdi Kadıoğlu , Gregor Breinburg; Mohamed Rayhi, Sven Braken, Arnaut Groeneveld Reservebank: Marco van Duin, Maarten Paes, Michael Heinloth, Frank Sturing, Janio Bikel, Michael den Heijer, Joey Sleegers, Kevin Jansen, Jari Schuurman, Anass Achahbar, Segun Owobowale, Jordan Larsson.                    |
| Afwezig: Smits , Buwalda , Alberto                                                                       | |               | | |
| | |               | | |
| Speelronde 14 24 november 2017, 20:00                                                                    | N.E.C. | 2 – 1 (0 – 0) | Jong Ajax | : Mart Dijkstra |
| Goffertstadion, Nijmegen Toeschouwers: 11.037 Scheidsrechter: Richard Martens                            | Mohamed Rayhi 58' Guus Joppen 62' Mart Dijkstra 81'                                                                                 |               | '50 Noussair Mazraoui '53 Léon Bergsma | Basisopstelling NEC: Joris Delle; Guus Joppen, Wojciech Golla, Ted van de Pavert, Calvin Verdonk; Mart Dijkstra, Ferdi Kadıoğlu 83' ( Jordan Larsson), Gregor Breinburg; Mohamed Rayhi 73' ( Steeven Langil), Sven Braken 61' ( Anass Achahbar), Arnaut Groeneveld Reservebank: Marco van Duin, Suently Alberto, Michael Heinloth, Frank Sturing, Janio Bikel, Michael den Heijer, Joey Sleegers, Kevin Jansen, Jari Schuurman. |
| Smits , Buwalda , Afwezig:                                                                               | |               | | |
| | |               | | |
| Speelronde 15 27 november 2017, 20:00                                                                    | Telstar | 3 – 2 (0 – 0) | N.E.C. | : Mart Dijkstra |
| Rabobank IJmond Stadion, Velsen-Zuid Toeschouwers: 2.563 Scheidsrechter: Edwin van de Graaf              | Andrija Novakovich 57' Toine van Huizen 59' Mohamed Hamdaoui 61' Mohammed Osman 68' Melvin Platje 83'                               |               | '37 Wojciech Golla '50 Mart Dijkstra '72 Anass Achahbar '78 Sven Braken                                                                                  | Basisopstelling NEC: Joris Delle; Guus Joppen 51' ( Michael Heinloth), Wojciech Golla, Ted van de Pavert, Calvin Verdonk; Mart Dijkstra, Ferdi Kadıoğlu, Gregor Breinburg; Mohamed Rayhi 64' ( Segun Owobowale), Sven Braken, Steeven Langil 68' ( Anass Achahbar) Reservebank: Marco van Duin, Maarten Paes, Frank Sturing, Michael den Heijer, Kevin Jansen, Janio Bikel, Jari Schuurman, Joey Sleegers, Jordan Larsson.      |
| Afwezig: Smits , Buwalda , Groeneveld ,                                                                  | |               | | |
| | |               | | |
| Speelronde 16 1 december 2017, 20:00                                                                     | N.E.C. | 6 – 0 (3 – 0) | FC Dordrecht | : Mart Dijkstra |
| Goffertstadion, Nijmegen Toeschouwers: 9.038 Scheidsrechter: Allard Lindhout                             | Jordan Larsson 1' Steeven Langil 35' Steeven Langil 39' Ferdi Kadıoğlu 55' Steeven Langil 67' Wojciech Golla 84' Anass Achahbar 87' |               | '64 Gustavo Hamer '65 Robert Mutzers | Basisopstelling NEC: Joris Delle; Michael Heinloth, Frank Sturing, Wojciech Golla, Calvin Verdonk; Mart Dijkstra, Ferdi Kadıoğlu, Gregor Breinburg 76' ( Kevin Jansen); Jordan Larsson, Sven Braken 69' ( Anass Achahbar), Steeven Langil 80' ( Jari Schuurman) Reservebank: Marco van Duin, Suently Alberto, Janio Bikel, Joey Sleegers, Michael den Heijer, Segun Owobowale.                                                  |
| Afwezig: Smits , Buwalda , Groeneveld , Rayhi , Joppen , Van de Pavert .                                 | |               | | |
| | |               | | |
| Speelronde 18 15 december 2017, 20:00                                                                    | N.E.C. | 1 – 1 (1 – 0) | Helmond Sport | : Mart Dijkstra |
| Goffertstadion, Nijmegen Toeschouwers: 9.251 Scheidsrechter: Pol van Boekel                              | Jordan Larsson 18' Segun Owobowale 86'                                                                                              |               | '50 Robert Braber '54 Giovanni Hiwat | Basisopstelling NEC: Joris Delle; Michael Heinloth, Frank Sturing, Wojciech Golla, Calvin Verdonk; Mart Dijkstra, Ferdi Kadıoğlu, Gregor Breinburg; Jordan Larsson 72' ( Anass Achahbar), Sven Braken, Steeven Langil 67' ( Segun Owobowale) Reservebank: Marco van Duin, Robin Buwalda Suently Alberto, Kevin Jansen, Janio Bikel, Joey Sleegers, Jari Schuurman, Michael den Heijer                                           |
| Afwezig: Smits , Groeneveld , Rayhi , Joppen , Van de Pavert .                                           | |               | | |
| | |               | | |
| Speelronde 19 22 december 2017, 20:00                                                                    | Jong AZ | 2 – 7 (0 – 3) | N.E.C. | : Mart Dijkstra |
| AFAS Stadion, Alkmaar Toeschouwers: 475 Scheidsrechter: Ingmar Oostrom                                   | Vincent Regeling 26' Jelle Duin 48' Justin Bakker 80'                                                                               |               | '22 Anass Achahbar '41 Anass Achahbar '45 Gregor Breinburg '51 Michael Heinloth '64 Anass Achahbar '67 Ferdi Kadıoğlu '79 Wojciech Golla '82 Sven Braken | Basisopstelling NEC: Joris Delle; Michael Heinloth, Frank Sturing, Wojciech Golla, Calvin Verdonk; Mart Dijkstra, Ferdi Kadıoğlu 74' ( Jari Schuurman), Gregor Breinburg 81' ( Kevin Jansen); Jordan Larsson, Anass Achahbar 77' ( Sven Braken), Steeven Langil Reservebank: Marco van Duin, Maarten Paes, Suently Alberto, Robin Buwalda, Janio Bikel, Hicham Haouat.                                                          |
| Afwezig: Smits , Groeneveld , Rayhi , Joppen , Van de Pavert , Owobowale , Sleegers (transferperikelen). | |               | | |
| | |               | | |
| Speelronde 20 12 januari 2018, 20:00                                                                     | N.E.C. | 5 – 1 (2 – 1) | Go Ahead Eagles | : Mart Dijkstra |
| Goffertstadion, Nijmegen Toeschouwers: 10.000 Scheidsrechter: Christiaan Bax                             | Anass Achahbar 17' Mart Dijkstra 30' Ferdi Kadıoğlu 40' Jari Schuurman 49' Anass Achahbar 61' Anass Achahbar 62'                    |               | '23 Aaron Nemane '79 Mauro Savastano | Basisopstelling NEC: Joris Delle; Michael Heinloth, Frank Sturing, Wojciech Golla, Calvin Verdonk; Mart Dijkstra 82' ( Janio Bikel), Ferdi Kadıoğlu, Gregor Breinburg; Steeven Langil, Anass Achahbar 75' ( Sven Braken), Jari Schuurman 71' ( Kevin Jansen). Reservebank: Marco van Duin, Suently Alberto, Guus Joppen, Ted van de Pavert, Ole Romeny                                                                          |
| Bijzonderheden: Smits , Groeneveld , Rayhi , Owobowale .                                                 | |               | | |
| | |               | | |
| Speelronde 17 15 januari 2018, 20:00                                                                     | FC Oss | 3 – 0 (2 – 0) | N.E.C. | : Wojciech Golla |
| Frans Heesen Stadion, Oss Toeschouwers: 2.234 Scheidsrechter: Reinold Wiedemeijer                        | Frank Sturing 4' Lion Kaak 28' Istvan Bakx 29' Thijs van Pol 73' Mats Grotenbreg 88'                                                |               | | Basisopstelling NEC: Joris Delle; Michael Heinloth 78' ( Guus Joppen), Frank Sturing, Wojciech Golla, Calvin Verdonk 46' ( Ted van de Pavert); Kevin Jansen, Ferdi Kadıoğlu, Gregor Breinburg; Steeven Langil, Anass Achahbar, Jari Schuurman 61' ( Sven Braken). Reservebank: Marco van Duin, Maarten Paes, Suently Alberto, Janio Bikel, Ole Romeny                                                                           |
| Afwezig: Smits , Groeneveld , Rayhi , Owobowale , Dijkstra .                                             | |               | | |
| | |               | | |

#### Derde periode (januari, februari, maart)
|                                                                                      |                                                                                     |               |                                                                                    | |
| Speelronde 21 19 januari 2018, 20:00                                                 | Almere City                                                                         | 3 – 2 (2 – 0) | N.E.C.                                                                             | : Mart Dijkstra |
| Yanmar Stadion, Almere Toeschouwers: 1.750 Scheidsrechter:                           | Jergé Hoefdraad 29' Anass Ahannach 43' Silvester van der Water 57' Tom Overtoom 72' |               | '46 Ferdi Kadıoğlu '55 Sven Braken '74 Sven Braken '94 Ole Romeny                  | Basisopstelling NEC: Joris Delle; Michael Heinloth, Wojciech Golla, Ted van de Pavert, Guus Joppen 77' ( Calvin Verdonk); Mart Dijkstra, Ferdi Kadıoğlu 84' ( Ole Romeny), Gregor Breinburg; Sven Braken, Anass Achahbar, Jari Schuurman 67' ( Kevin Jansen). Reservebank: Marco van Duin, Maarten Paes, Suently Alberto, Frank Sturing, Janio Bikel                                      |
| Afwezig:Smits , Groeneveld , Rayhi , Owobowale .                                     |                                                                                     |               |                                                                                    | |
|                                                                                      |                                                                                     |               |                                                                                    | |
| Speelronde 22 26 januari 2018, 20:00                                                 | N.E.C.                                                                              | 1 – 0 (1 – 0) | FC Den Bosch                                                                       | : Mart Dijkstra |
| Goffertstadion, Nijmegen Toeschouwers: 9.539 Scheidsrechter: Jochem Kamphuis         | Calvin Verdonk 37' Ted van de Pavert 42' Steeven Langil (pen) 45'                   |               | '30 Niek Vossebelt '49 Bart Biemans                                                | Basisopstelling NEC: Joris Delle; Michael Heinloth, Wojciech Golla, Ted van de Pavert, Calvin Verdonk; Mart Dijkstra, Ferdi Kadıoğlu 75' ( Sven Braken), Gregor Breinburg; Mohamed Rayhi 63' ( Kevin Jansen), Anass Achahbar 87' ( Jari Schuurman), Steeven Langil. Reservebank: Marco van Duin, Suently Alberto, Guus Joppen, Frank Sturing, Janio Bikel, Arnaut Groeneveld, Ole Romeny. |
| Afwezig: Owobowale .                                                                 |                                                                                     |               |                                                                                    | |
|                                                                                      |                                                                                     |               |                                                                                    | |
| Speelronde 23 2 februari 2018, 20:00                                                 | FC Emmen                                                                            | 1 – 0 (1 – 0) | N.E.C.                                                                             | : Mart Dijkstra |
| De JENS Vesting, Emmen Toeschouwers: 3.788 Scheidsrechter: Siemen Mulder             | Alexander Bannink 9'                                                                |               | '40 Arnaut Groeneveld '60 Wojciech Golla '85 Ferdi Kadıoğlu                        | Basisopstelling NEC: Joris Delle; Michael Heinloth, Wojciech Golla, Ted van de Pavert 87' ( Kevin Jansen), Calvin Verdonk; Mart Dijkstra, Ferdi Kadıoğlu, Gregor Breinburg; Mohamed Rayhi 80' ( Jari Schuurman), Anass Achahbar, Arnaut Groeneveld 57' ( Sven Braken). Reservebank: Maarten Paes, Marco van Duin, Suently Alberto, Guus Joppen, Frank Sturing, Janio Bikel, Ole Romeny    |
| Afwezig: Langil                                                                      |                                                                                     |               |                                                                                    | |
|                                                                                      |                                                                                     |               |                                                                                    | |
| Speelronde 24 8 februari 2018, 20:00                                                 | N.E.C                                                                               | 2 – 0 (1 – 0) | Jong PSV                                                                           | : Mart Dijkstra |
| Goffertstadion, Nijmegen Toeschouwers: Scheidsrechter: Richard Martens               | Dirk Abels 44' Frank Sturing 84' Arnaut Groeneveld 91'                              |               | '87 Dirk Abels                                                                     | Basisopstelling NEC: Joris Delle; Michael Heinloth, Frank Sturing, Ted van de Pavert, Calvin Verdonk; Mart Dijkstra, Ferdi Kadıoğlu 56' ( Kevin Jansen), Gregor Breinburg; Mohamed Rayhi 80' ( Jari Schuurman), Sven Braken, Arnaut Groeneveld. Reservebank: Marco van Duin, Guus Joppen, Janio Bikel, Ole Romeny, Anass Achahbar                                                         |
| Afwezig: Langil , Golla .                                                            |                                                                                     |               |                                                                                    | |
|                                                                                      |                                                                                     |               |                                                                                    | |
| Speelronde 25 16 februari 2018, 20:00                                                | MVV Maastricht                                                                      | 4 – 1 (2 – 0) | N.E.C.                                                                             | : Mart Dijkstra |
| De Geusselt, Maastricht Toeschouwers: 4.844 Scheidsrechter: Danny Makkelie           | Atilla Yildirim 15' Pieter Nys 33' Joeri Schroijen 55' Jonathan Okita 81'           |               | '47 Mohamed Rayhi (pen) '53 Gregor Breinburg '78 Wojciech Golla '84 Anass Achahbar | Basisopstelling NEC: Joris Delle; Michael Heinloth, Wojciech Golla, Ted van de Pavert, Calvin Verdonk; Mart Dijkstra, Kevin Jansen 62' ( Ferdi Kadıoğlu), Gregor Breinburg; Mohamed Rayhi 71' ( Steeven Langil), Sven Braken, Arnaut Groeneveld 71' ( Anass Achahbar). Reservebank: Maarten Paes, Marco van Duin, Guus Joppen, Frank Sturing, Janio Bikel, Jari Schuurman, Ole Romeny     |
| Afwezig:                                                                             |                                                                                     |               |                                                                                    | |
|                                                                                      |                                                                                     |               |                                                                                    | |
| Speelronde 26 23 februari 2018, 20:00                                                | N.E.C.                                                                              | 1 – 1 (0 – 0) | Fortuna Sittard                                                                    | : Mart Dijkstra |
| Goffertstadion, Nijmegen Toeschouwers: 10.920 Scheidsrechter: Martin van den Kerkhof | Frank Sturing 57' Mart Dijkstra 63' Arnaut Groeneveld 82'                           |               | '13 Dries Saddiki '75 Todd Cantwell '78 Todd Cantwell                              | Basisopstelling NEC: Joris Delle; Guus Joppen 72' ( Michael Heinloth), Wojciech Golla, Frank Sturing, Calvin Verdonk; Mart Dijkstra, Ferdi Kadıoğlu, Gregor Breinburg; Mohamed Rayhi 27' ( Steeven Langil), Sven Braken 61' ( Anass Achahbar), Arnaut Groeneveld. Reservebank: Marco van Duin, Ted van de Pavert, Janio Bikel, Kevin Jansen, Jari Schuurman, Ole Romeny                   |
| Afwezig: Alberto                                                                     |                                                                                     |               |                                                                                    | |
|                                                                                      |                                                                                     |               |                                                                                    | |
| Speelronde 27 2 maart 2018, 20:00                                                    | RKC Waalwijk                                                                        | 0- 2 (0 – 0)  | N.E.C.                                                                             | : Mart Dijkstra |
| Mandemakers Stadion, Waalwijk Toeschouwers: 1.813 Scheidsrechter: Edwin van de Graaf | Robby Ndefe 18' Henrico Drost 57' Robby Ndefe 58' Noël de Graauw 77'                |               | '19 Steeven Langil '61 Frank Sturing '78 Anass Achahbar                            | Basisopstelling NEC: Joris Delle; Guus Joppen 77' ( Michael Heinloth), Wojciech Golla, Frank Sturing, Calvin Verdonk; Mart Dijkstra, Ferdi Kadıoğlu 84' ( Kevin Jansen), Gregor Breinburg; Steeven Langil 85' ( Jari Schuurman), Anass Achahbar, Arnaut Groeneveld. Reservebank: Maarten Paes, Marco van Duin, Ted van de Pavert, Janio Bikel, Ole Romeny, Sven Braken                    |
| Afwezig: Alberto , Rayhi                                                             |                                                                                     |               |                                                                                    | |
|                                                                                      |                                                                                     |               |                                                                                    | |
| Speelronde 28 9 maart 2018, 20:00                                                    | N.E.C.                                                                              | 3 – 0 (2 – 0) | FC Volendam                                                                        | : Mart Dijkstra |
| Goffertstadion, Nijmegen Toeschouwers:9.695 Scheidsrechter:Pol van Boekel            | Arnaut Groeneveld 25' Calvin Verdonk 45' Guus Joppen 56'                            |               |                                                                                    | Basisopstelling NEC: Joris Delle; Guus Joppen, Wojciech Golla 78' ( Ted van de Pavert), Frank Sturing, Calvin Verdonk; Mart Dijkstra 68' ( Janio Bikel), Ferdi Kadıoğlu, Gregor Breinburg; Steeven Langil 73' ( Jari Schuurman), Anass Achahbar, Arnaut Groeneveld. Reservebank: Marco van Duin, Michael Heinloth, Kevin Jansen, Michael den Heijer, Ole Romeny, Sven Braken              |
| Afwezig: Alberto , Rayhi                                                             |                                                                                     |               |                                                                                    | |
|                                                                                      |                                                                                     |               |                                                                                    | |
| Speelronde 29 12 maart 2018, 20:00                                                   | Jong FC Utrecht                                                                     | 0 – 2 (0 – 1) | N.E.C.                                                                             | : Mart Dijkstra |
| Stadion Galgenwaard Toeschouwers: 890 Scheidsrechter: Sander van der Eijk            |                                                                                     |               | '24 Ferdi Kadıoğlu '54 Calvin Verdonk                                              | Basisopstelling NEC: Joris Delle; Guus Joppen, Wojciech Golla, Frank Sturing, Calvin Verdonk; Mart Dijkstra, Ferdi Kadıoğlu 81' ( Kevin Jansen), Gregor Breinburg; Steeven Langil 86' ( Jari Schuurman), Anass Achahbar, Arnaut Groeneveld. Reservebank: Marco van Duin, Maarten Paes, Michael Heinloth, Ted van de Pavert, Janio Bikel, Michael den Heijer, Ole Romeny                   |
| Afwezig: Alberto , Rayhi , Braken                                                    |                                                                                     |               |                                                                                    | |
|                                                                                      |                                                                                     |               |                                                                                    | |

#### Vierde periode (maart, april)
| | |               |                                                                               | |
| Speelronde 30 16 maart 2018, 20:00 | SC Cambuur | 1 – 1 (1 – 1) | N.E.C.                                                                        | : Mart Dijkstra |
| Cambuurstadion, Leeuwarden Toeschouwers: 7.262 Scheidsrechter: Jochem Kamphuis | Daniel Crowley 21' Jordy van Deelen 50' |               | '42 Anass Achahbar '66 Arnaut Groeneveld                                      | Basisopstelling NEC: Joris Delle; Guus Joppen, Wojciech Golla, Frank Sturing, Calvin Verdonk; Mart Dijkstra, Ferdi Kadıoğlu, Gregor Breinburg; Steeven Langil, Anass Achahbar, Arnaut Groeneveld. Reservebank: Maarten Paes, Marco van Duin, Michael Heinloth, Ted van de Pavert, Janio Bikel, Michael den Heijer, Kevin Jansen, Jari Schuurman, Ole Romeny                                |
| Bijzonderheden: Alberto , Rayhi , Braken | |               |                                                                               | |
| | |               |                                                                               | |
| Speelronde 31 23 maart 2018, 20:00 | N.E.C | 1 – 1 (1 – 1) | De Graafschap                                                                 | : Mart Dijkstra |
| Goffertstadion, Nijmegen Toeschouwers: 11.402 Scheidsrechter: Bas Nijhuis | Anass Achahbar 3' |               | '4 Youssef El Jebli                                                           | Basisopstelling NEC: Joris Delle; Guus Joppen 68' ( Michael Heinloth), Wojciech Golla, Frank Sturing, Calvin Verdonk; Mart Dijkstra, Jari Schuurman 71' ( Sven Braken), Gregor Breinburg; Mohamed Rayhi 58' ( Kevin Jansen), Anass Achahbar, Steeven Langil. Reservebank: Marco van Duin, Ted van de Pavert, Janio Bikel, Michael den Heijer                                               |
| Afwezig: Alberto , Kadıoğlu, Groeneveld, Romeny (interlandverplichtingen) | |               |                                                                               | |
| | |               |                                                                               | |
| Speelronde 32 30 maart 2018, 20:00 | FC Eindhoven | 3 – 2 (2 – 0) | N.E.C.                                                                        | : Mart Dijkstra |
| Jan Louwers Stadion, Eindhoven Toeschouwers: 2.487 Scheidsrechter: Siemen Mulder | Elton Kabangu 8' Elton Kabangu 42' Rochdi Achenteh 56' Kyle De Silva 82'                                                                                       |               | '13 Guus Joppen '72 Mohamed Rayhi '84 Anass Achahbar '92 Wojciech Golla       | Basisopstelling NEC: Joris Delle; Guus Joppen 60' ( Michael Heinloth), Wojciech Golla, Frank Sturing, Calvin Verdonk; Mart Dijkstra 60' ( Sven Braken), Ferdi Kadıoğlu, Gregor Breinburg; Steeven Langil 46' ( Mohamed Rayhi), Anass Achahbar, Arnaut Groeneveld Reservebank: Marco van Duin, Maarten Paes, Ted van de Pavert, Janio Bikel, Michael den Heijer, Kevin Jansen, Ole Romeny   |
| Afwezig: Alberto , Schuurman , | |               |                                                                               | |
| | |               |                                                                               | |
| Speelronde 33 2 april 2018, 20:00 | N.E.C. | 3 – 0 (2 – 0) | Telstar                                                                       | : Mart Dijkstra |
| Goffertstadion, Nijmegen Toeschouwers: 10.538 Scheidsrechter: Christiaan Bax | Michael Heinloth 2' Anass Achahbar 11' Arnaut Groeneveld 36' Michael Heinloth 39' Sven Braken 45+1' Wojciech Golla 45+2' Calvin Verdonk 72' Ferdi Kadıoğlu 81' |               | '35 Shaquill Sno 48' Shaquill Sno '35 Jasper van Heertum                      | Basisopstelling NEC: Joris Delle; Michael Heinloth, Wojciech Golla, Frank Sturing, Calvin Verdonk; Mart Dijkstra, Anass Achahbar 87' ( Ole Romeny), Gregor Breinburg; Ferdi Kadıoğlu, Sven Braken 65' ( Kevin Jansen), Arnaut Groeneveld 77' ( Steeven Langil) Reservebank: Marco van Duin, Guus Joppen, Ted van de Pavert, Janio Bikel, Michael den Heijer, Jari Schuurman                |
| Afwezig: Alberto , Rayhi , | |               |                                                                               | |
| | |               |                                                                               | |
| Speelronde 35 9 april 2018, 20:00 | N.E.C. | 2 – 1 (0 – 0) | FC Oss                                                                        | : Wojciech Golla |
| Goffertstadion, Nijmegen Toeschouwers: 8.667 Scheidsrechter: Richard Martens | Arnaut Groeneveld 48' Ferdi Kadıoğlu 68' |               | '43 Istvan Bakx '46 Fatih Kamaçi '49 Lorenzo Piqué                            | Basisopstelling NEC: Joris Delle; Michael Heinloth, Wojciech Golla, Ted van de Pavert, Calvin Verdonk; Kevin Jansen, Anass Achahbar, Gregor Breinburg; Ferdi Kadıoğlu, Sven Braken 86' ( Mart Dijkstra), Arnaut Groeneveld. Reservebank: Marco van Duin, Guus Joppen, Frank Sturing, Janio Bikel, Jari Schuurman, Michael den Heijer, Steeven Langil, Ole Romeny                           |
| Afwezig: Alberto , Rayhi | |               |                                                                               | |
| | |               |                                                                               | |
| Speelronde 36 13 april 2018, 20:00 | Helmond Sport | 1 – 2 (1 – 2) | N.E.C.                                                                        | : Wojciech Golla |
| Lavans Stadion, Helmond Toeschouwers: 1.936 Scheidsrechter: Martin van den Kerkhof | Robert Braber 20' Robert van Koesveld 41' Ron Janzen 78' Maikel Verkoelen 80'                                                                                  |               | '7 Arnaut Groeneveld '9 Michael Heinloth '78 Anass Achahbar '91 Mart Dijkstra | Basisopstelling NEC: Joris Delle; Michael Heinloth, Wojciech Golla, Ted van de Pavert, Calvin Verdonk; Kevin Jansen, Anass Achahbar 93' ( Jari Schuurman), Gregor Breinburg; Ferdi Kadıoğlu 81' ( Steeven Langil), Sven Braken 37' ( Mart Dijkstra), Arnaut Groeneveld. Reservebank: Marco van Duin, Maarten Paes, Guus Joppen, Frank Sturing, Janio Bikel, Michael den Heijer, Ole Romeny |
| Afwezig: Alberto , Rayhi | |               |                                                                               | |
| | |               |                                                                               | |
| Speelronde 34 16 april 2018, 20:00 | Jong Ajax | 1 – 0 (1 – 0) | N.E.C.                                                                        | : Mart Dijkstra |
| Sportpark De Toekomst, Amsterdam Toeschouwers: 1.829 Scheidsrechter: Edwin van de Graaf | Azor Matusiwa 16' Dennis Johnsen 24' Léon Bergsma 64' Dani de Wit '91'                                                                                         |               | '29 Ted van de Pavert '42 Wojciech Golla '64 Calvin Verdonk '94 Kevin Jansen  | Basisopstelling NEC: Joris Delle; Michael Heinloth, Wojciech Golla, Ted van de Pavert, Calvin Verdonk; Mart Dijkstra, Ferdi Kadıoğlu 81' ( Jari Schuurman), Gregor Breinburg 81' ( Kevin Jansen); Steeven Langil, Anass Achahbar, Arnaut Groeneveld. Reservebank: Marco van Duin, Maarten Paes, Suently Alberto, Frank Sturing, Guus Joppen, Michael den Heijer, Janio Bikel, Ole Romeny   |
| Afwezig: Braken , Rayhi Bijzonderheden: Deze wedstrijd was eerder op 6 april gespeeld, maar moest over worden gespeeld wegens het meespelen van Teun Bijleveld bij Jong Ajax, terwijl hij geschorst was. | |               |                                                                               | |
| | |               |                                                                               | |
| Speelronde 37 20 april 2018, 20:00 | N.E.C. | 2 – 0 (0 – 0) | Jong AZ                                                                       | : Mart Dijkstra |
| Goffertstadion, Nijmegen Toeschouwers: 10.496 Scheidsrechter: Rob Dieperink | Anass Achahbar 60' Arnaut Groeneveld 82' |               | '81 Melle Springer                                                            | Basisopstelling NEC: Joris Delle; Michael Heinloth, Wojciech Golla, Ted van de Pavert 46' ( Frank Sturing), Guus Joppen; Mart Dijkstra, Ferdi Kadıoğlu 85' ( Jari Schuurman), Gregor Breinburg; Steeven Langil 46' ( Ole Romeny), Anass Achahbar, Arnaut Groeneveld. Reservebank: Marco van Duin, Suently Alberto, Michael den Heijer, Janio Bikel, Kevin Jansen                           |
| Afwezig: Braken , Rayhi , Verdonk (schorsing) | |               |                                                                               | |
| | |               |                                                                               | |
| Speelronde 38 28 april 2018, 19:45 | FC Dordrecht | 3 – 3 (2 – 0) | N.E.C.                                                                        | : Mart Dijkstra |
| Riwal Hoogwerkers Stadion, Dordrecht Toeschouwers: 2.134 Scheidsrechter: Allard Lindhout | Andreas Calcan 7' Daniël Breedijk 16' Julius Bliek 19' Julius Bliek 30' Denis Mahmudov 45+1' Andreas Calcan 86'                                                |               | Anass Achahbar 49' Anass Achahbar 50' Wojciech Golla 59' Mart Dijkstra 68'    | Basisopstelling NEC: Joris Delle; Michael Heinloth, Wojciech Golla, Frank Sturing, Calvin Verdonk; Mart Dijkstra 77' ( Kevin Jansen), Ferdi Kadıoğlu, Gregor Breinburg; Ole Romeny 77' ( Ted van de Pavert), Anass Achahbar, Arnaut Groeneveld. Reservebank: Maarten Paes, Marco van Duin, Suently Alberto, Guus Joppen, Janio Bikel, Michael den Heijer                                   |
| Afwezig: Braken , Rayhi , Steeven Langil , Jari Schuurman | |               |                                                                               | |

## KNVB Beker

### Wedstrijdverslagen
| | |               |                                                       | |
| Ronde 1 19 september 2017, 19:45 uur                                                                     | FC Emmen | 1 – 3 (1 – 1) | N.E.C.                                                | : Mart Dijkstra |
| De JENS Vesting, Emmen Toeschouwers: 2.452 Scheidsrechter: Martin van den Kerkhof                        | Alexander Bannink 30'                                                                                                   |               | '34 Sven Braken '48 Sven Braken '34 Arnaut Groeneveld | Basisopstelling NEC: Joris Delle; Michael Heinloth, Wojciech Golla, Ted van de Pavert, Calvin Verdonk; Mart Dijkstra, Ferdi Kadıoğlu, Gregor Breinburg; Mohamed Rayhi 85' ( Joey Sleegers), Sven Braken, Arnaut Groeneveld Reservebank Joshua Smits, Marco van Duin, Guus Joppen, Robin Buwalda, Suently Alberto, Frank Sturing, Joey Sleegers, Jari Schuurman, Janio Bikel, Michael den Heijer, Jordan Larsson, Anass Achahbar |
| Afwezig: Jansen                                                                                          | |               |                                                       | |
| | |               |                                                       | |
| Ronde 2 24 oktober 2017, 18:30 uur                                                                       | N.E.C. | 3 – 0 (1 – 0) | Achilles '29                                          | : Ted van de Pavert |
| Goffertstadion, Nijmegen Toeschouwers: 5.115 Scheidsrechter: Dennis Higler                               | Suently Alberto 19' Steeven Langil 30' Arnaut Groeneveld 40' Ferdi Kadıoğlu 58' Ted van de Pavert 82' Mohamed Rayhi 88' |               | '51 Shuremy Felomina '56 Shuremy Felomina             | Basisopstelling NEC: Joshua Smits; Michael Heinloth, Frank Sturing, Ted van de Pavert, Suently Alberto; Kevin Jansen, Ferdi Kadıoğlu 70' ( Joey Sleegers), Gregor Breinburg; Steeven Langil, Jordan Larsson 77' ( Calvin Verdonk), Arnaut Groeneveld 60' ( Mohamed Rayhi). Reservebank: Joris Delle, Guus Joppen, Janio Bikel, Mart Dijkstra, Michael den Heijer, Sven Braken                                                   |
| Afwezig: Schuurman , Achahbar , Golla , Buwalda                                                          | |               |                                                       | |
| | |               |                                                       | |
| Ronde 3 19 december 2017, 18:30 uur                                                                      | PEC Zwolle | 2 – 0 (1 – 0) | N.E.C.                                                | : Mart Dijkstra |
| MAC³PARK stadion, Zwolle Toeschouwers: 10.124 Scheidsrechter: Björn Kuipers                              | Erik Bakker 3' Youness Mokhtar 20' Terell Ondaan 47'                                                                    |               | '3 Frank Sturing                                      | Basisopstelling NEC: Joris Delle; Michael Heinloth, Frank Sturing, Wojciech Golla, Calvin Verdonk; Kevin Jansen 81' ( Jari Schuurman), Ferdi Kadıoğlu, Mart Dijkstra 68' ( Janio Bikel); Steeven Langil, Anass Achahbar, Jordan Larsson Reservebank Maarten Paes, Marco van Duin, Suently Alberto, Robin Buwalda, Michael den Heijer, Gregor Breinburg, Hicham Haouat, Sven Braken.                                             |
| Afwezig: Smits , Groeneveld , Rayhi , Joppen , Van de Pavert , Owobowale , Sleegers (transferperikelen). | |               |                                                       | |

## Play-offs om promotie

### Wedstrijdverslagen
|                                                                                               | |               |                                                                      | |
| Halve finale 10 mei 2018, 14:30 uur                                                           | FC Emmen | 4 – 0 (3 – 0) | N.E.C.                                                               | : Wojciech Golla |
| De JENS Vesting, Emmen Toeschouwers: 5.378 Scheidsrechter: Martin van den Kerkhof             | Jeroen Veldmate 5' Nick Bakker 8' Youri Loen 32' Michael Chacón 63' Stef Gronsveld 70' Dennis Telgenkamp 78' Gersom Klok 83' Glenn Bijl 87' |               | '31 Sven Braken '46 Janio Bikel '63 Gregor Breinburg                 | Basisopstelling NEC: Joris Delle; Michael Heinloth, Wojciech Golla, Ted van de Pavert, Guus Joppen; Janio Bikel, Kevin Jansen 72' ( Mart Dijkstra), Gregor Breinburg; Ferdi Kadıoğlu 45' ( Steeven Langil), Anass Achahbar 45' ( Sven Braken), Ole Romeny Reservebank Maarten Paes, Frank Sturing, Michael den Heijer   |
| Afwezig: Rayhi , Groeneveld , Schuurman , Verdonk , Delle, Alberto (beide disciplinair)       | |               |                                                                      | |
|                                                                                               | |               |                                                                      | |
| Halve finale 13 mei 2018, 14:30 uur                                                           | N.E.C. | 4 – 1 (4 – 1) | FC Emmen                                                             | : Mart Dijkstra |
| Goffertstadion, Nijmegen Toeschouwers: 5.321 Scheidsrechter: Bas Nijhuis                      | Anass Achahbar 5' Anass Achahbar 11' Frank Sturing 43' Ole Romeny 45+7' Frank Sturing 67' Calvin Verdonk 78'                                |               | '14 Alexander Bannink '44 Alexander Bannink '45+6' Alexander Bannink | Basisopstelling NEC: Marco van Duin; Michael Heinloth, Wojciech Golla, Frank Sturing, Calvin Verdonk; Mart Dijkstra 80' ( Kevin Jansen), Anass Achahbar, Gregor Breinburg; Steeven Langil, Sven Braken 45' ( Ferdi Kadıoğlu), Ole Romeny 69' ( Guus Joppen). Reservebank: Maarten Paes, Janio Bikel, Michael den Heijer |
| Afwezig: Rayhi , Groeneveld , Schuurman , Van de Pavert , Delle, Alberto (beide disciplinair) | |               |                                                                      | |

## Clubstatistieken

### Stand, punten en doelpunten per speelronde
| Speelronde              | 1            | 2            | 3            | 4            | 5            | 6            | 7            | 8            | 9            | 10           | 11           | 12           | 13           | 14           | 15           | 16           | 17           | 18           | 19              | 20              | 21              | 22              | 23              | 24              | 25              | 26              | 27              | 28              | 29              | 30              | 31              | 32              | 33              | 34              | 35              | 36              | 37              | 38              |
| ----------------------- | ------------ | ------------ | ------------ | ------------ | ------------ | ------------ | ------------ | ------------ | ------------ | ------------ | ------------ | ------------ | ------------ | ------------ | ------------ | ------------ | ------------ | ------------ | --------------- | --------------- | --------------- | --------------- | --------------- | --------------- | --------------- | --------------- | --------------- | --------------- | --------------- | --------------- | --------------- | --------------- | --------------- | --------------- | --------------- | --------------- | --------------- | --------------- |
| Trainer                 | Adrie Bogers | Adrie Bogers | Adrie Bogers | Adrie Bogers | Adrie Bogers | Adrie Bogers | Adrie Bogers | Adrie Bogers | Adrie Bogers | Adrie Bogers | Adrie Bogers | Adrie Bogers | Adrie Bogers | Adrie Bogers | Adrie Bogers | Adrie Bogers | Adrie Bogers | Adrie Bogers | Pepijn Lijnders | Pepijn Lijnders | Pepijn Lijnders | Pepijn Lijnders | Pepijn Lijnders | Pepijn Lijnders | Pepijn Lijnders | Pepijn Lijnders | Pepijn Lijnders | Pepijn Lijnders | Pepijn Lijnders | Pepijn Lijnders | Pepijn Lijnders | Pepijn Lijnders | Pepijn Lijnders | Pepijn Lijnders | Pepijn Lijnders | Pepijn Lijnders | Pepijn Lijnders | Pepijn Lijnders |
| Punten per speelronde   | 3            | 1            | 3            | 0            | 1            | 1            | 3            | 3            | 3            | 3            | 3            | 3            | 3            | 3            | 0            | 3            | 1            | 3            | 3               | 0               | 0               | 3               | 0               | 3               | 0               | 1               | 3               | 3               | 3               | 1               | 1               | 0               | 3               | 3               | 3               | 0               | 3               | 1               |
| Punten na speelronde    | 3            | 4            | 7            | 7            | 8            | 9            | 12           | 15           | 18           | 21           | 24           | 27           | 30           | 33           | 33           | 36           | 37           | 40           | 43              | 43              | 43              | 46              | 46              | 49              | 49              | 50              | 53              | 56              | 59              | 60              | 61              | 61              | 64              | 67              | 70              | 70              | 73              | 74              |
| Stand na speelronde     | 4e           | 5e           | 4e           | 6e           | 7e           | 7e           | 3e           | 3e           | 3e           | 2e           | 2e           | 1e           | 1e           | 1e           | 1e           | 1e           | 2e           | 2e           | 2e              | 2e              | 2e              | 1e              | 2e              | 1e              | 2e              | 2e              | 2e              | 1e              | 1e              | 2e              | 1e              | 2e              | 2e              | 2e              | 2e              | 3e              | 3e              | 3e              |
| Goals per speelronde    | 3            | 1            | 2            | 0            | 1            | 3            | 4            | 2            | 2            | 2            | 3            | 3            | 3            | 2            | 2            | 6            | 1            | 7            | 5               | 0               | 2               | 1               | 0               | 2               | 1               | 1               | 2               | 3               | 2               | 1               | 1               | 2               | 3               | 2               | 2               | 0               | 2               | 3               |
| Goals na speelronde     | 3            | 4            | 6            | 6            | 7            | 10           | 14           | 16           | 18           | 20           | 23           | 26           | 29           | 31           | 33           | 39           | 40           | 47           | 52              | 52              | 54              | 55              | 55              | 57              | 58              | 59              | 61              | 64              | 66              | 67              | 68              | 70              | 73              | 75              | 77              | 77              | 79              | 82              |
| Doelsaldo na speelronde | +2           | +2           | +3           | +0           | +0           | +0           | +3           | +4           | +6           | +8           | +10          | +12          | +14          | +15          | +14          | +20          | +20          | +25          | +29             | +26             | +25             | +26             | +25             | +27             | +24             | +24             | +26             | +29             | +31             | +31             | +31             | +30             | +33             | +34             | +35             | +34             | +36             | +36             |

### Thuis/uit-verhouding
|               | ALM | CAM | DBO | DOR | EIN | EMM | FOR | GAE | GRA | HEL | JAJ | JAZ | JPS | JUT | MVV | OSS | RKC | TEL | VOL | Gem.      | Totaal |
| ------------- | --- | --- | --- | --- | --- | --- | --- | --- | --- | --- | --- | --- | --- | --- | --- | --- | --- | --- | --- | --------- | ------ |
| Uitslag thuis | 3–1 | 3–1 | 1-0 | 6-0 | 2–1 | 1-1 | 1-1 | 5-1 | 1-1 | 1-1 | 2–1 | 2–0 | 2–0 | 3–1 | 4–1 | 2–1 | 2-0 | 3-0 | 3-0 | 2,47-0,63 | 47-12  |
| Uitslag uit   | 3-2 | 1-1 | 3-0 | 3-3 | 3-2 | 1-0 | 1-2 | 1-1 | 1-3 | 1-2 | 1-0 | 2-7 | 3-3 | 0-2 | 4-1 | 3-0 | 0-2 | 3-2 | 0-2 | 1,74-1,84 | 33-35  |
| Punten thuis  | 3   | 3   | 3   | 3   | 3   | 1   | 1   | 3   | 1   | 1   | 3   | 3   | 3   | 3   | 3   | 3   | 3   | 3   | 3   | 2,58      | 49     |
| Punten uit    | 0   | 1   | 0   | 1   | 0   | 0   | 3   | 1   | 3   | 3   | 0   | 3   | 1   | 3   | 0   | 0   | 3   | 0   | 3   | 1,32      | 25     |
| Punten totaal | 3   | 4   | 3   | 4   | 3   | 1   | 4   | 4   | 4   | 4   | 3   | 6   | 4   | 6   | 3   | 3   | 6   | 3   | 6   | 1,95      | 74     |

Bijgewerkt op 28 april 2018.

### Toeschouwers
| Ronde | Tegenstander    | Toeschouwers | Totaal toeschouwers | Gemiddeld |
| ----- | --------------- | ------------ | ------------------- | --------- |
| 1     | Almere City     | 9.502        | 9.502               | 9.502     |
| 3     | FC Eindhoven    | 8.489        | 17.991              | 8.996     |
| 5     | FC Emmen        | 9.550        | 27.941              | 9.314     |
| 7     | MVV Maastricht  | 8.900        | 36.841              | 9.210     |
| 9     | RKC Waalwijk    | 9.015        | 45.856              | 9.171     |
| 11    | Jong FC Utrecht | 8.768        | 54.624              | 9.104     |
| 12    | SC Cambuur      | 9.163        | 63.787              | 9.112     |
| 14    | Jong Ajax       | 11.037       | 74.824              | 9.353     |
| 16    | FC Dordrecht    | 9.038        | 83.862              | 9.318     |
| 18    | Helmond Sport   | 9.251        | 93.113              | 9.311     |
| 20    | Go Ahead Eagles | 10.000       | 103.113             | 9.374     |
| 22    | FC Den Bosch    | 9.539        | 112.652             | 9.388     |
| 24    | Jong PSV        | 8.815        | 121.377             | 9.337     |
| 26    | Fortuna Sittard | 10.920       | 132.297             | 9.450     |
| 28    | FC Volendam     | 9.695        | 141.992             | 9.466     |
| 31    | De Graafschap   | 11.402       | 153.394             | 9.587     |
| 33    | Telstar         | 10.538       | 163.932             | 9.643     |
| 35    | FC Oss          | 8.667        | 172.599             | 9.589     |
| 37    | Jong AZ         | 10.496       | 183.095             | 9.637     |

## Spelersstatistieken

### Wedstrijden
| Speler             | Jupiler League | KNVB Beker | Play-offs | Totaal | Speelminuten |
| ------------------ | -------------- | ---------- | --------- | ------ | ------------ |
| Calvin Verdonk     | 37             | 3          | 1         | 41     | 3484         |
| Mart Dijkstra      | 37             | 2          | 2         | 41     | 3390         |
| Gregor Breinburg   | 36             | 2          | 2         | 40     | 3551         |
| Ferdi Kadıoğlu     | 33             | 3          | 2         | 38     | 3084         |
| Wojciech Golla     | 32             | 2          | 2         | 36     | 3228         |
| Joris Delle        | 32             | 2          | 0         | 34     | 3060         |
| Sven Braken        | 30             | 1          | 2         | 33     | 2178         |
| Michael Heinloth   | 27             | 3          | 2         | 32     | 2413         |
| Steeven Langil     | 27             | 2          | 2         | 31     | 1794         |
| Arnaut Groeneveld  | 28             | 2          | 0         | 30     | 2569         |
| Ted van de Pavert  | 27             | 2          | 1         | 30     | 2462         |
| Anass Achahbar     | 25             | 1          | 2         | 28     | 1975         |
| Guus Joppen        | 21             | 0          | 2         | 23     | 1687         |
| Kevin Jansen       | 19             | 2          | 2         | 23     | 811          |
| Frank Sturing      | 19             | 2          | 1         | 22     | 1935         |
| Mohamed Rayhi      | 18             | 2          | 0         | 20     | 1427         |
| Jari Schuurman     | 18             | 1          | 0         | 19     | 478          |
| Jordan Larsson*    | 13             | 2          | 0         | 15     | 794          |
| Joey Sleegers*     | 7              | 2          | 0         | 9      | 347          |
| Joshua Smits*      | 6              | 1          | 0         | 7      | 630          |
| Janio Bikel        | 5              | 1          | 1         | 7      | 314          |
| Ole Romeny         | 4              | 0          | 2         | 6      | 290          |
| Robin Buwalda*     | 3              | 0          | 0         | 3      | 225          |
| Marco van Duin     | 0              | 0          | 2         | 2      | 180          |
| Segun Owobowale    | 2              | 0          | 0         | 2      | 48           |
| Suently Alberto    | 1              | 1          | 0         | 2      | 26           |
| Jay-Roy Grot*      | 1              | 0          | 0         | 1      | 90           |
| Dani Theunissen    | 1              | 0          | 0         | 1      | 7            |
| Michael den Heijer | 0              | 0          | 0         | 0      | 0            |
| Maarten Paes       | 0              | 0          | 0         | 0      | 0            |
| Totaal             | 38             | 3          | 2         | 43     | 3870         |

* is inmiddels vertrokken

### Clubtopscorers 2017/18
| #   | Naam              | Doelpunten     | Doelpunten | Doelpunten | Doelpunten | Assists        | Assists    | Assists   | Assists |
| #   | Naam              | Jupiler League | KNVB Beker | Play-offs  | Totaal     | Jupiler League | KNVB Beker | Play-offs | Totaal  |
| --- | ----------------- | -------------- | ---------- | ---------- | ---------- | -------------- | ---------- | --------- | ------- |
| 1.  | Anass Achahbar    | 15             | 0          | 2          | 17         | 5              | 0          | 0         | 5       |
| 2.  | Arnaut Groeneveld | 11             | 2          | 0          | 13         | 16             | 1          | 0         | 17      |
| 3.  | Sven Braken       | 11             | 2          | 0          | 13         | 7              | 0          | 0         | 7       |
| 4.  | Ferdi Kadıoğlu    | 7              | 1          | 0          | 8          | 11             | 1          | 0         | 12      |
| 5.  | Mohamed Rayhi     | 7              | 1          | 0          | 8          | 0              | 0          | 0         | 0       |
| 6.  | Wojciech Golla    | 6              | 0          | 0          | 6          | 2              | 1          | 0         | 3       |
| 7.  | Steeven Langil    | 5              | 0          | 0          | 5          | 3              | 0          | 1         | 4       |
| 8.  | Jordan Larsson*   | 4              | 0          | 0          | 4          | 2              | 0          | 0         | 2       |
| 9.  | Guus Joppen       | 4              | 0          | 0          | 4          | 1              | 0          | 0         | 1       |
| 10. | Michael Heinloth  | 3              | 0          | 0          | 3          | 1              | 0          | 2         | 3       |
| 11. | Frank Sturing     | 1              | 0          | 1          | 2          | 2              | 0          | 0         | 2       |
| 12. | Calvin Verdonk    | 2              | 0          | 0          | 2          | 1              | 0          | 0         | 1       |
| 13. | Jari Schuurman    | 2              | 0          | 0          | 2          | 0              | 0          | 0         | 0       |
| 14. | Ted van de Pavert | 2              | 0          | 0          | 2          | 0              | 0          | 0         | 0       |
| 15. | Gregor Breinburg  | 1              | 0          | 0          | 1          | 5              | 1          | 0         | 6       |
| 16. | Ole Romeny        | 0              | 0          | 1          | 1          | 2              | 0          | 0         | 2       |
| 17. | Mart Dijkstra     | 0              | 0          | 0          | 0          | 3              | 0          | 0         | 3       |
| 18. | Kevin Jansen      | 0              | 0          | 0          | 0          | 1              | 0          | 0         | 1       |
| 19. | Joey Sleegers*    | 0              | 0          | 0          | 0          | 1              | 0          | 0         | 1       |

* is inmiddels vertrokken

### Overzicht kaarten en schorsingen
| Speler            | Wed | Jup | VS | KNVB | NC | Totaal aantal gele kaart(en) | Twee gele kaarten in 1 wedstrijd aan dezelfde speler | Rode kaart |
| ----------------- | --- | --- | -- | ---- | -- | ---------------------------- | ---------------------------------------------------- | ---------- |
| Mart Dijkstra     | 41  | 8   |    |      |    | 8                            |                                                      |            |
| Wojciech Golla    | 36  | 7   |    |      |    | 7                            |                                                      |            |
| Ted van de Pavert | 30  | 4   |    | 1    | 1  | 6                            |                                                      |            |
| Calvin Verdonk    | 41  | 5   |    |      | 1  | 6                            |                                                      |            |
| Frank Sturing     | 22  | 3   |    | 1    | 1  | 5                            |                                                      |            |
| Gregor Breinburg  | 40  | 3   |    |      | 1  | 4                            |                                                      |            |
| Mohamed Rayhi     | 20  | 3   |    |      |    | 3                            |                                                      |            |
| Anass Achahbar    | 28  | 3   |    |      |    | 3                            |                                                      |            |
| Arnaut Groeneveld | 30  | 2   | 1  |      |    | 3                            |                                                      |            |
| Ferdi Kadıoğlu    | 39  | 3   |    |      |    | 3                            |                                                      |            |
| Guus Joppen       | 23  | 2   |    |      |    | 2                            | 1                                                    |            |
| Steeven Langil    | 31  | 1   |    | 1    |    | 2                            |                                                      |            |
| Michael Heinloth  | 31  | 2   |    |      |    | 2                            |                                                      |            |
| Segun Owobowale   | 2   | 1   |    |      |    | 1                            |                                                      |            |
| Janio Bikel       | 7   |     |    |      | 1  | 1                            |                                                      |            |
| Joey Sleegers*    | 9   | 1   |    |      |    | 1                            |                                                      |            |
| Jordan Larsson*   | 15  | 1   |    |      |    | 1                            |                                                      |            |
| Kevin Jansen      | 23  | 1   |    |      |    | 1                            |                                                      |            |
| Sven Braken       | 34  | 1   |    |      |    | 1                            |                                                      |            |
| Joris Delle       | 34  | 1   |    |      |    | 1                            |                                                      |            |
| Suently Alberto   | 2   |     |    |      |    | 0                            |                                                      | 1          |
| Ole Romeny        | 6   |     |    |      |    | 0                            |                                                      | 1          |
| Totaal            | 43  | 52  | 1  | 3    | 5  | 61                           | 1                                                    | 2          |

### Oefenwedstrijden
- is al vertrokken

| Nr.    | Naam                        | Goal |
| ------ | --------------------------- | ---- |
| 1.     | Arnaut Groeneveld           | 5    |
| 2.     | Anass Achahbar              | 4    |
| 3.     | Sven Braken                 | 3    |
| 4.     | Mohamed Rayhi               | 2    |
| 4.     | Ragnar Oratmangoen          | 2    |
| 4.     | Ferdi Kadıoğlu              | 2    |
| 4.     | Jay-Roy Grot                | 2    |
| 8.     | Segun Owobowale             | 1    |
| 8.     | Joey Sleegers               | 1    |
| 8.     | Michael Heinloth            | 1    |
| 8.     | Steeven Langil              | 1    |
| 8.     | Lowie van Zundert           | 1    |
| 8.     | Eigen doelpunt tegenstander | 1    |
| Totaal | Totaal                      | 26   |

## Jong N.E.C.
Het belofteteam is in het seizoen 2017/18 een zelfstandige trainingsgroep en speelt ook zonder FC Oss waarmee nog wel in de jeugdopleiding wordt samengewerkt. Vanaf het seizoen 2010/11 was het beloftenteam geen aparte trainingsgroep en vanaf het seizoen 2011/12 werd gezamenlijk gespeeld als Jong N.E.C./FC Oss. Ron de Groot is de hoofdtrainer van het beloftenteam. Hij wordt geassisteerd door Patrick Pothuizen. Het team speelt niet in de zogenoemde 'voetbalpiramide' waarbij teams uit de Beloften Eredivisie na het seizoen 2015/16 kunnen instromen in een landelijke divisie tussen de Topklasse en Eerste divisie in. Jong N.E.C. speelt in de Reservecompetitie voor overige beloftenteams waarbij geen promotie en degradatie mogelijk is. Het team speelt in poule B, het tweede niveau met 8 teams, waarin een volledige competitie gespeeld wordt aangevuld met een drietal extra vriendschappelijke wedstrijden.

### Selectie
| Keepers       | Keepers            | Keepers           | Keepers       | Keepers          | Keepers | Keepers | Keepers | Keepers | Keepers | Keepers | Keepers | Keepers | Keepers | Keepers | Keepers | Keepers | Keepers | Keepers |
| Nr.           | Nat.               | Naam              | Geboortedatum | Vorige club      |         |         |         |         |         |         |         |         |         |         |         |         |         |         |
| ------------- | ------------------ | ----------------- | ------------- | ---------------- | ------- | ------- | ------- | ------- | ------- | ------- | ------- | ------- | ------- | ------- | ------- | ------- | ------- | ------- |
| 23            | Vlag van Nederland | Marco van Duin*   | 11/02/1987    | N.E.C.           |         |         |         |         |         |         |         |         |         |         |         |         |         |         |
| 26            | Vlag van Nederland | Maarten Paes*     | 14/05/1998    | N.E.C./FC Oss A1 |         |         |         |         |         |         |         |         |         |         |         |         |         |         |
| 52            | Vlag van Nederland | Steven van Dijk   | 01/09/1997    | Go Ahead Eagles  |         |         |         |         |         |         |         |         |         |         |         |         |         |         |
| –             | Vlag van Iran      | Aria Hashemi      | 02/05/1994    | VV Alverna       |         |         |         |         |         |         |         |         |         |         |         |         |         |         |
| Verdedigers   |                    |                   |               |                  |         |         |         |         |         |         |         |         |         |         |         |         |         |         |
| 30            | Vlag van Nederland | Frank Sturing*    | 29/05/1997    | N.E.C./FC Oss A1 |         |         |         |         |         |         |         |         |         |         |         |         |         |         |
| 31            | Vlag van Nederland | Niek Hoogveld     | 24/03/1999    | N.E.C./FC Oss A1 |         |         |         |         |         |         |         |         |         |         |         |         |         |         |
| 41            | Vlag van Nederland | Özgür Aktas       | 13/02/1997    | N.E.C./FC Oss A1 |         |         |         |         |         |         |         |         |         |         |         |         |         |         |
| 48            | Vlag van Nederland | Joeri Potjes      | 19/08/1998    | Vitesse          |         |         |         |         |         |         |         |         |         |         |         |         |         |         |
| –             | Vlag van Nederland | Kilian Koesni     | 03/09/1998    | N.E.C./FC Oss A1 |         |         |         |         |         |         |         |         |         |         |         |         |         |         |
| –             | Vlag van Nederland | Rick Wouters      | 01/05/1998    | N.E.C./FC Oss A1 |         |         |         |         |         |         |         |         |         |         |         |         |         |         |
| –             | Vlag van Nederland | Abel Franssen     | 21/02/1997    | Willem II        |         |         |         |         |         |         |         |         |         |         |         |         |         |         |
| –             | Vlag van Nederland | Bart Spierings    | 21/01/1996    | N.E.C./FC Oss A1 |         |         |         |         |         |         |         |         |         |         |         |         |         |         |
| Middenvelders |                    |                   |               |                  |         |         |         |         |         |         |         |         |         |         |         |         |         |         |
| 32            | Vlag van Nederland | Hicham Haouat     | 01/04/1998    | N.E.C./FC Oss A1 |         |         |         |         |         |         |         |         |         |         |         |         |         |         |
| 39            | Vlag van Nederland | Fabian Korporaal  | 19/12/1997    | FC Twente        |         |         |         |         |         |         |         |         |         |         |         |         |         |         |
| 44            | Vlag van Nederland | Vincent Tel       | 18/06/1998    | N.E.C./FC Oss A1 |         |         |         |         |         |         |         |         |         |         |         |         |         |         |
| 46            | Vlag van Nederland | Jorn Hiensch      | 03/07/1998    | N.E.C./FC Oss A1 |         |         |         |         |         |         |         |         |         |         |         |         |         |         |
| 50            | Vlag van Nederland | Steven Smulder    | 21/01/1998    | Feyenoord        |         |         |         |         |         |         |         |         |         |         |         |         |         |         |
| 51            | Vlag van Nederland | Samed Oztoprak    | 25/05/1998    | N.E.C./FC Oss A1 |         |         |         |         |         |         |         |         |         |         |         |         |         |         |
| Aanvallers    |                    |                   |               |                  |         |         |         |         |         |         |         |         |         |         |         |         |         |         |
| 45            | Vlag van Nederland | Segun Owobowale   | 22/03/1997    | ADO Den Haag     |         |         |         |         |         |         |         |         |         |         |         |         |         |         |
| 49            | Vlag van Nederland | Morad El Haddouti | 09/05/1998    | N.E.C./FC Oss A1 |         |         |         |         |         |         |         |         |         |         |         |         |         |         |
| –             | Vlag van Nederland | Mex Bakker        | 12/02/1998    | N.E.C./FC Oss A1 |         |         |         |         |         |         |         |         |         |         |         |         |         |         |

Almere City FC ·
SC Cambuur ·
FC Den Bosch ·
FC Dordrecht ·
FC Eindhoven ·
FC Emmen ·
Fortuna Sittard ·
Go Ahead Eagles ·
De Graafschap ·
Helmond Sport ·
Jong Ajax ·
Jong AZ ·
Jong PSV ·
Jong FC Utrecht ·
MVV Maastricht ·
N.E.C. ·
FC Oss ·
RKC Waalwijk ·
Telstar ·
FC Volendam